# Copa Perú 2024
La Copa Perú 2024 fue la edición número 51 de la Copa Perú. Inició el 10 de marzo de 2024 y finalizó el 22 de diciembre de 2024.
El certamen inició en la primera semana de febrero, con la etapa distrital, hasta la segunda semana de diciembre, con la culminación de la nacional y el campeonato.
En la presente edición, la Copa Perú exigió que por partido, los clubes tengan como mínimo 2 jugadores sub-20 en campo, durante los 90 minutos del juego. Asimismo, los equipos no pudieron alinear a más de 4 jugadores mayores de 25 años.
Los equipos campeón y subcampeón del torneo ascendieron a la Liga 2 del año 2025. Exceptuando ambos equipos, el representante de cada departamento que quede mejor ubicado en la tabla final de la Etapa Nacional, ya sea el campeón o subcampeón departamental, ascendieron a la nueva Liga 3 que se implementará en 2025.

## Sistema de competición
El torneo de Copa Perú se desarrolla, en su totalidad, en cuatro Etapas: Distrital, Provincial, Departamental y Nacional.

### Etapa Distrital
Es un torneo de tipo liga regular, donde participan como máximo 12 equipos en cada distrito afiliado; a  excepción de las ligas de Lima Departamento, donde participan hasta un máximo de 16 equipos. El campeón y subcampeón distrital clasifican a la Etapa Provincial; aunque con ciertas excepciones pueden clasificarse hasta 3 equipos por liga, como en el caso de las Ligas Distritales de la Provincia de Lima. Por otro lado, en aquellas ligas que cuenten con cinco equipos o menos, solo podrá clasificar el Campeón.

### Etapa Provincial
Es un torneo donde los clasificados en la etapa anterior participan en formato de grupos. El Campeón y Subcampeón Provincial clasifican a la Etapa Departamental y los no clasificados regresan a su Liga Distrital de origen.
Los equipos eliminados en los octavos de final de la temporada anterior tienen el derecho de iniciar su participación desde esta etapa, sumándose a los equipos clasificados de las ligas distritales:
- FBC Aurora (Liga Provincial de Arequipa)
- Olimpia FC (Liga Provincial de Piura)
- Diablos Rojos (Liga Provincial de Huancavelica)
- Nacional FBC (Liga Provincial de Islay)
- Nuevo Unión Tarapoto (Liga Provincial de San Martín)
- Atlético Juventud Inclán (Liga Provincial de Calca)
- Unión Santo Domingo (Liga Provincial de Chachapoyas)
- Miguel Grau (Liga Provincial de Abancay)

### Etapa Departamental
Es un torneo donde los clasificados en la etapa anterior participan en formato de grupos. En esta etapa también tienen el derecho de participar los clubes descendidos de Liga 2 y los clubes eliminados desde los cuartos de final de la Etapa Nacional de la Copa Perú anterior, si y solo si los clubes no deciden iniciar desde la Etapa Distrital. El Campeón y Subcampeón Departamental clasifican a la Etapa Nacional y los no clasificados regresan a su Liga Distrital de origen.
Los equipos eliminados en los cuartos de final de la temporada anterior, iniciarán su participación desde esta etapa, sumándose a los equipos clasificados de las ligas provinciales:
- Sport Cáceres (Liga Departamental de Ayacucho)
- Ecosem Pasco (Liga Departamental de Pasco)
- Defensor Porvenir (Liga Departamental de La Libertad)
- Diablos Rojos (Liga Departamental de Puno)

### Etapa Nacional
Es un torneo de carácter eliminatorio donde participan los 50 equipos clasificados de la etapa anterior, consta de 6 fases:
- Fase 1 - Cruces zonales: En esta fase los 50 equipos van a disputar seis partidos, enfrentando a 3 rivales, los que se organizarán por cercanía geográfica, jugando cada equipo 3 partidos de local y 3 partidos de visita, intercalados. Los equipos campeones siempre enfrentarán a equipos subcampeones, y viceversa. Finalizadas las seis fechas de esta fase, todos los equipos se ordenan en una sola Tabla Única de Posiciones. Donde los 32 primeros equipos avanzan a la siguiente etapa y los 18 restantes regresan a su Liga Distrital de origen, salvo que uno de estos alcancen el ascenso a la Liga 3 2025.
- Fase 2 - Dieciseisavos de final: Para esta fase los equipos que resulten clasificados entre los puestos 1 al 16 en la Tabla Única de Posiciones, tienen derecho a elegir localía para el primero o segundo de los encuentros, así como de jugar con un club que se encuentre clasificado entre los puestos 17 al 32. El orden de los partidos de esta fase son del tipo Llave 1: Clasificado 1 vs. Clasificado 32, y así sucesivamente hasta la Llave 16. Los eliminados regresan a su Liga Distrital de origen, salvo que uno de estos alcancen el ascenso a la Liga 3 2025.
- Fase 3 - Octavos de final: Similar a la fase anterior, donde los equipos clasificados y mejor ubicados en la Tabla Única de Posiciones, tienen la potestad para elegir la localía. El orden de los partidos de esta fase son del tipo Llave A: Ganador Llave 1 vs. Ganador Llave 16, y así sucesivamente hasta la Llave H. Los eliminados regresan a su Liga Distrital de origen, salvo que uno de estos alcancen el ascenso a la Liga 3 2025.
- Fase 4 - Cuartos de final: Los equipos juegan a partido único en sede neutral. El orden de los partidos de esta fase son del tipo Llave 1: Ganador A vs. Ganador H, y así sucesivamente hasta la Llave 4.
- Fase 5 - Semifinales: Similar a la fase anterior, donde los equipos juegan a partido único en sede neutral. El orden de los partidos de esta fase son: Semifinal A: Ganador 1 vs. Ganador 2 y Semifinal B: Ganador 3 vs. Ganador 4.
- Fase 6 - Final: Los 2 equipos vencedores de ambas semifinales se enfrentan en partido único en sede neutral para determinar al campeón de la Copa Perú.

## Ascensos y descensos
| Pos. | Descendido de Liga 2 2023 |
| ---- | ------------------------- |
| Des. | Alfonso Ugarte            |

| Pos. | Ascendidos a Liga 2 2024 |
| ---- | ------------------------ |
| 1.°  | ADA Jaén                 |
| 2.°  | FC San Marcos            |
| SF   | Juan Pablo II College    |
| SF   | UCV Moquegua             |

## Etapa Distrital
Algunos hechos destacados que ocurrieron durante esta etapa son los siguientes:
- En marzo, el jugador Herber Rivera, con 11 años de edad, debutaría en el club Somos Olímpico; convirtiéndose en el jugador más joven en participar en la Liga Distrital de Surco.[6]
- En abril, Octavio Espinosa de Ica, que jugó 14 temporadas en Primera División Nacional y 3 en Segunda División, perdió la categoría en la Liga Distrital de Ica por primera vez en su historia. En 2025 jugará en la Segunda División Distrital.[7]
- En mayo, CNI de Iquitos, que jugó 23 temporadas en Primera División Nacional, descendió de la Liga Distrital de Iquitos y jugará en Segunda División Distrital la temporada siguiente.[8]

## Etapa Provincial
Algunos hechos destacados que ocurrieron durante esta etapa son los siguientes:
- Los ocho equipos que en la temporada 2023 ganaron el derecho de participar desde etapa hicieron válida esta opción.
- El 8 de junio, el ex-seleccionado nacional sub-23 Andy Polar haría su debut en Nacional FBC en el inicio de la Liga Provincial de Islay.[9]
- El 18 de junio, el ex-seleccionado nacional Willian Chiroque haría su debut en Olimpia FC durante la Fecha 3 de la Liga Provincial de Piura.[10]

## Etapa Departamental
Algunos hechos destacados que ocurrieron durante esta etapa son los siguientes:
- Los cuatro equipos que en la temporada 2023 ganaron el derecho de participar desde etapa hicieron válida esta opción.
- El 14 de julio la Liga Departamental de Áncash fue la primera en iniciar esta etapa con mucha anticipación, debido a la extensa competición de su formato.[11]

## Etapa Nacional

### Equipos participantes
Participarán en esta etapa tanto el campeón como el subcampeón de cada una de las Ligas Departamentales. A continuación, se muestran los detalles de todos los equipos participantes con su localía correspondiente, incluyendo aquellos que, para cumplir con las nuevas disposiciones de la FPF para la presente etapa, jugarán en un distrito distinto al suyo de origen.
| Departamento        | Pos. | Club                        | Distrito             | Entrenador          | Estadio                      | Estadios alternativos                     |
| ------------------- | ---- | --------------------------- | -------------------- | ------------------- | ---------------------------- | ----------------------------------------- |
| Amazonas            | 1.°  | Unión Santo Domingo         | Chachapoyas          | Daniel Valderrama   | Kuélap                       | Los Vencedores del Colpar                 |
| Amazonas            | 2.°  | Cajaruro FC                 | Cajaruro             | Enrique Zamudio     | San Luis                     | Kuélap                                    |
| Áncash              | 1.°  | Centro Social               | Pariacoto            | Mark Yomona         | Valeriano López Mendiola     | Rosas Pampa                               |
| Áncash              | 2.°  | Alianza Arenal              | Moro                 | Víctor Lecca        | Municipal de Moro            | Rosas Pampa                               |
| Apurímac            | 1.°  | Miguel Grau                 | Abancay              | Nilton Gómez        | El Olivo                     | Monumental de Condebamba                  |
| Apurímac            | 2.°  | Def. José María Arguedas    | Andahuaylas          | Luis Laguna         | Los Chankas                  | Municipal de Talavera                     |
| Arequipa            | 1.°  | Viargoca FC                 | Atico                | Víctor Gonzales     | Municipal de Atico           | Juan Carlos Oblitas                       |
| Arequipa            | 2.°  | Nacional FBC                | Islay                | Alberto Murillo     | Monumental de la UNSA        | Juan Carlos Oblitas                       |
| Ayacucho            | 1.°  | Señor de Quinuapata FC      | Ayacucho             | Carlos Narrea       | Manuel Eloy Molina           | Ciudad de Cumaná                          |
| Ayacucho            | 2.°  | Nuevo San Cristóbal         | Pichari (Cusco)      | César Ccahuantico   | Monumental de Kimbiri        | Municipal de Pichari                      |
| Cajamarca           | 1.°  | FC Cajamarca                | Cajamarca            | Carlos Fernández    | Héroes de San Ramón          | Cristo el Señor                           |
| Cajamarca           | 2.°  | Cultural Volante            | Bambamarca           | Erick Torres        | El Frutillo                  | Cristo el Señor                           |
| Callao              | 1.°  | Scratch FC                  | Bellavista           | Christian Brusnell  | Facundo Ramírez Aguilar      | Campolo Alcalde Colegio M. Leoncio Prado  |
| Callao              | 2.°  | Amazon Callao FC            | Callao               | Mauro Reyes         | Facundo Ramírez Aguilar      | Campolo Alcalde Colegio M. Leoncio Prado  |
| Cusco Detalles      | 1.°  | Juventud Progreso           | Wánchaq              | Karlo Calcina       | Inca Garcilaso de la Vega    | Thomas Ernesto Payne                      |
| Cusco Detalles      | 2.°  | Juventud Alfa               | Pisac                | Edwin Solar         | Thomas Ernesto Payne         | Inca Garcilaso de la Vega                 |
| Huancavelica        | 1.°  | UDA                         | Ascensión            | Edson Ojeda         | IPD de Huancavelica          | Monumental de Ascensión                   |
| Huancavelica        | 2.°  | Sport Machete               | Lircay               | Duilio Cisneros     | Alberto Vargas               | IPD de Huancavelica                       |
| Huánuco             | 1.°  | Construcción Civil          | Huánuco              | Pedro Sandoval      | Heraclio Tapia               | Santa María del Valle                     |
| Huánuco             | 2.°  | Deportivo Municipal         | Rupa Rupa            | Ismael Alvarado     | Municipal de Aucayacu        | IPD de Tingo María                        |
| Ica Detalles        | 1.°  | Juventud Santo Domingo      | Nazca                | Rony Revollar       | Pedro Huamán Román           | José Picasso Peratta                      |
| Ica Detalles        | 2.°  | Nacional de La Joya         | Santiago             | Abelho Tordoya      | José Picasso Peratta         | José Picasso (Santiago)                   |
| Junín Detalles      | 1.°  | Deportivo Municipal         | Pangoa               | José Ramírez C.     | Malaquias Cóndor Aire        | Municipal de Mazamari                     |
| Junín Detalles      | 2.°  | Deportivo Sucre             | Huancán              | Elmer Castro        | Monumental de Jauja          | Huancayo                                  |
| La Libertad         | 1.°  | Juventus FC                 | Huamachuco           | Martín Ugarte       | Municipal de Huamachuco      | Estadio Mansiche                          |
| La Libertad         | 2.°  | Deportivo El Inca           | Chao                 | José Soto           | San Luis (Virú)              | Estadio Mansiche                          |
| Lambayeque          | 1.°  | Deportivo Lute              | Lagunas              | Moisés Cabada       | César Flores Marigorda       | Carlos Samamé Cáceres                     |
| Lambayeque          | 2.°  | San Martín de Filoque       | Olmos                | Alfredo Nomberto    | Francisco Mendoza Pizarro    | Municipal de La Juventud                  |
| Lima Detalles       | 1.°  | Real Independiente          | Santa María          | Willy Pretel        | Segundo Aranda Torres        | Marcial Villanueva Marcos                 |
| Lima Detalles       | 2.°  | Pacífico FC SMP             | San Martín de Porres | Mario Flores        | Julio Lores Colán            | 2 AlternativasAlberto Gallardo San Marcos |
| Loreto              | 1.º  | Estudiantil CNI             | Iquitos              | Vladimir Vargas     | Max Augustín                 | Ricardo Cruzalegui Rojas                  |
| Loreto              | 2.º  | Dolce Bretaña FC            | Puinahua             | Marcial Salazar     | Max Augustín                 | Municipal de Requena                      |
| Madre de Dios       | 1.°  | Alto Rendimiento            | Inambari             | Juan Salazar        | IPD de Puerto Maldonado      | Municipal de Huepetuhe                    |
| Madre de Dios       | 2.°  | AFC Caychihue               | Huepetuhe            | Juan Cuzcano        | Municipal de Huepetuhe       | IPD de Puerto Maldonado                   |
| Moquegua            | 1.°  | FCR San Antonio             | San Antonio          | Emerson Camargo     | 25 de Noviembre              | Mariscal Nieto                            |
| Moquegua            | 2.°  | Hijos del Altiplano         | El Algarrobal        | Powell Plasencia    | Mariscal Nieto               | 25 de Noviembre                           |
| Pasco               | 1.º  | Sociedad Tiro N.° 28        | Tinyahuarco          | Roberto Arrelucea   | Daniel Alcides Carrión       | Municipal de Yanahuanca                   |
| Pasco               | 2.º  | Ecosem Pasco                | Tinyahuarco          | Roberto Tristán     | Daniel Alcides Carrión       | Municipal de Yanahuanca                   |
| Piura               | 1.º  | Juventud Cautivo            | S.M. de El Faique    | Richard Oncoy       | 27 de Julio                  | Campeones del 36                          |
| Piura               | 2.º  | Deportivo Municipal         | Vice                 | Ágapo Gonzales      | Sesquicentenario             | Municipal de Bernal                       |
| Puno Detalles       | 1.º  | Unión Soratira              | San Antón            | Luis Alberto Calmet | Polid. Municipal de Azángaro | Guillermo Briceño Rosamedina              |
| Puno Detalles       | 2.º  | Diablos Rojos               | Juliaca              | Lizandro Barbarán   | Guillermo Briceño Rosamedina | Monumental de la UNA                      |
| San Martín Detalles | 1.°  | Deportivo Ucrania           | Nueva Cajamarca      | Carlos López        | IPD de Nueva Cajamarca       | IPD de Moyobamba                          |
| San Martín Detalles | 2.°  | Biavo FC                    | El Eslabón           | Renato García       | IE Adela Vargas              | Carlos Vidaurre García                    |
| Tacna               | 1.°  | Bentín Tacna Heroica        | Alto de la Alianza   | Jesús Álvarez       | Jorge Basadre                | Joel Gutiérrez                            |
| Tacna               | 2.°  | Patriotas FC                | Gregorio Albarracín  | Nilton Arnao        | Jorge Basadre                | Joel Gutiérrez                            |
| Tumbes              | 1.º  | Sport Bolognesi             | Zarumilla            | Segundo Olivos      | Mariscal Cáceres             | 24 de Julio                               |
| Tumbes              | 2.º  | Unión Deportivo Tacna Libre | Casitas              | Jonathan Gamboa     | Mariscal Cáceres             | 24 de Julio                               |
| Ucayali Detalles    | 1.º  | Rauker FC                   | Callería             | Enrique Pajuelo     | Aliardo Soria Pérez          | Luis Velásquez Salinas                    |
| Ucayali Detalles    | 2.º  | Real Von Humboldt           | Alexander Von H.     | Gabriel Varillas    | Aliardo Soria Pérez          | Luis Velásquez Salinas                    |

### Cambios de entrenadores
| Equipo                 | Entrenador (Jornadas)                   | Fecha de Salida | Tipo de Salida     | Posición | Entrenador            | Fecha de Entrada |
| ---------------------- | --------------------------------------- | --------------- | ------------------ | -------- | --------------------- | ---------------- |
| Miguel Grau            | Edwin Retamoso (Fecha 1)                | 15 de octubre   | Destituido         | 26.º     | Erick Torres          | 16 de octubre    |
| Miguel Grau            | Erick Torres (Fechas 2-5)               | 4 de noviembre  | Mutuo acuerdo      | 34.º     | Nilton Gómez          | 6 de noviembre   |
| Centro Social          | Bárnaby Llosa (Fecha 1)                 | 19 de octubre   | Destituido         | 6.º      | Jorge Campos (INT)    | 19 de octubre    |
| Centro Social          | Jorge Campos (Fecha 2)                  | 22 de octubre   | Fin de interinidad | 17.º     | César Campomanes      | 23 de octubre    |
| Centro Social          | César Campomanes (Fechas 3-6/16vos-Ida) | 17 de noviembre | Mutuo acuerdo      | 13.º     | Mark Yomona           | 17 de noviembre  |
| Real Von Humboldt      | Crower Urrelo (Fechas 1-2)              | 22 de octubre   | Renuncia           | 39.º     | Gabriel Varillas      | 22 de octubre    |
| Hijos del Altiplano    | Augusto Vargas (Fechas 1-3)             | 24 de octubre   | Destituido         | 33.º     | Powell Plasencia      | 24 de octubre    |
| Diablos Rojos          | Javier Arce (Fechas 1-3)                | 24 de octubre   | Destituido         | 35.º     | Leyton Cárdenas (INT) | 25 de octubre    |
| Diablos Rojos          | Leyton Cárdenas (Fecha 4)               | 31 de octubre   | Fin de interinidad | 19.º     | Lizandro Barbarán     | 31 de octubre    |
| Deportivo Sucre        | Dither Mori (Fechas 1-3)                | 25 de octubre   | Destituido         | 49.º     | Elmer Castro          | 25 de octubre    |
| Real Independiente     | Carlos Cortijo (Fechas 1-4)             | 27 de octubre   | Destituido         | 44.º     | Willy Pretel          | 28 de octubre    |
| Estudiantil CNI        | Orlando Lavalle (Fechas 1-4)            | 28 de octubre   | Destituido         | 30.º     | Vladimir Vargas       | 28 de octubre    |
| Deportivo Municipal    | Luis Fasanando (Fechas 1-4)             | 28 de octubre   | Destituido         | 42.º     | Ismael Alvarado       | 29 de octubre    |
| Scratch FC             | Juan Carlos Pisfil (Fechas 1-4)         | 30 de octubre   | Destituido         | 40.º     | Christian Brusnell    | 30 de octubre    |
| Juventud Progreso      | Karlo Calcina (Fechas 1-5)              | 3 de noviembre  | Renuncia           | 46.º     |                       |                  |
| Cultural Volante       | Leonardo Morales (Fechas 1-5)           | 4 de noviembre  | Destituido         | 31.º     | Erick Torres          | 5 de noviembre   |
| Juventus FC            | Guillermo Esteves (Fechas 1-5)          | 4 de noviembre  | Destituido         | 13.º     | Martín Ugarte         | 6 de noviembre   |
| Deportivo El Inca      | Luis Cordero (Fechas 1-5)               | 5 de noviembre  | Destituido         | 33.º     | José Soto             | 6 de noviembre   |
| Nacional de La Joya    | Alfonso Koc (Fechas 1-6)                | 11 de noviembre | Renuncia           | 32.º     | Abelho Tordoya        | 11 de noviembre  |
| Juventud Santo Domingo | Jorge Marquina (Fechas 1-6)             | 12 de noviembre | Destituido         | 31.º     | Rony Revollar         | 12 de noviembre  |

## Fase Regular
Los 50 equipos clasificados juegan seis partidos contra tres rivales (ida y vuelta) que tengan cercanía geográfica. Al finalizar las seis fechas, se ordenarán en una Tabla Única de Posiciones que regirá el resto de la competición en cuanto a la elección de localía.
Criterios de clasificación:
1. Mayor cantidad de puntos.
2. Mayor cantidad de puntos relativos, que se obtienen de la multiplicación de los puntos ganados ante un rival y la cantidad de puntos del rival en la tabla final.
3. Mejor diferencia de goles.
4. Mayor cantidad de goles a favor.
5. Mejor campaña de visita utilizando los mismos criterios solo para los partidos en esa condición:
  1. Mayor cantidad de puntos en sus partidos de visita.
  2. Mayor cantidad de puntos relativos en sus partidos de visita.
  3. Mejor diferencia de goles en sus partidos de visita.
  4. Mayor cantidad de goles a favor en sus partidos de visita.
6. Puntos logrados en el primer tiempo: Considerando como resultado final solo el resultado de los primeros tiempos.
7. Sorteo

### Tabla de posiciones
| Pos. | Equipo                            | PJ | PG | PE | PP | GF | GC | Dif. | Pts. | PR  | Clasificación          |
| ---- | --------------------------------- | -- | -- | -- | -- | -- | -- | ---- | ---- | --- | ---------------------- |
| 1    | Nuevo San Cristóbal               | 6  | 5  | 1  | 0  | 10 | 5  | +5   | 16   | 74  | Dieciseisavos de final |
| 2    | Defensor José María Arguedas      | 6  | 5  | 1  | 0  | 13 | 5  | +8   | 16   | 56  | Dieciseisavos de final |
| 3    | FC Cajamarca                      | 6  | 5  | 0  | 1  | 19 | 6  | +13  | 15   | 51  | Dieciseisavos de final |
| 4    | Ecosem Pasco                      | 6  | 4  | 2  | 0  | 9  | 2  | +7   | 14   | 100 | Dieciseisavos de final |
| 5    | Unión Soratira                    | 6  | 4  | 1  | 1  | 24 | 5  | +19  | 13   | 98  | Dieciseisavos de final |
| 6    | Juventus FC                       | 6  | 4  | 0  | 2  | 7  | 5  | +2   | 12   | 96  | Dieciseisavos de final |
| 7    | Juventud Alfa                     | 6  | 4  | 0  | 2  | 15 | 5  | +10  | 12   | 54  | Dieciseisavos de final |
| 8    | Bentín Tacna Heroica              | 6  | 4  | 0  | 2  | 12 | 7  | +5   | 12   | 54  | Dieciseisavos de final |
| 9    | Unión Santo Domingo               | 6  | 4  | 0  | 2  | 15 | 12 | +3   | 12   | 48  | Dieciseisavos de final |
| 10   | Deportivo Ucrania                 | 6  | 3  | 2  | 1  | 12 | 4  | +8   | 11   | 87  | Dieciseisavos de final |
| 11   | Sport Bolognesi                   | 6  | 3  | 2  | 1  | 8  | 5  | +3   | 11   | 75  | Dieciseisavos de final |
| 12   | Pacífico FC SMP                   | 6  | 3  | 2  | 1  | 15 | 11 | +4   | 11   | 71  | Dieciseisavos de final |
| 13   | Rauker FC                         | 6  | 3  | 2  | 1  | 12 | 4  | +8   | 11   | 52  | Dieciseisavos de final |
| 14   | Construcción Civil                | 6  | 3  | 2  | 1  | 7  | 3  | +4   | 11   | 39  | Dieciseisavos de final |
| 15   | Diablos Rojos                     | 6  | 3  | 1  | 2  | 12 | 8  | +4   | 10   | 94  | Dieciseisavos de final |
| 16   | Deportivo Municipal (Satipo)      | 6  | 3  | 1  | 2  | 9  | 8  | +1   | 10   | 59  | Dieciseisavos de final |
| 17   | Juventud Cautivo                  | 6  | 3  | 1  | 2  | 13 | 5  | +8   | 10   | 35  | Dieciseisavos de final |
| 18   | Viargoca FC                       | 6  | 3  | 1  | 2  | 9  | 5  | +4   | 10   | 32  | Dieciseisavos de final |
| 19   | Cultural Volante                  | 6  | 3  | 0  | 3  | 11 | 12 | -1   | 9    | 117 | Dieciseisavos de final |
| 20   | Deportivo El Inca                 | 6  | 3  | 0  | 3  | 8  | 15 | -7   | 9    | 96  | Dieciseisavos de final |
| 21   | Unión Deportivo Tacna Libre       | 6  | 3  | 0  | 3  | 7  | 7  | 0    | 9    | 90  | Dieciseisavos de final |
| 22   | Centro Social                     | 6  | 3  | 0  | 3  | 17 | 14 | +3   | 9    | 81  | Dieciseisavos de final |
| 23   | Deportivo Lute                    | 6  | 3  | 0  | 3  | 10 | 8  | +2   | 9    | 63  | Dieciseisavos de final |
| 24   | Amazon Callao FC                  | 6  | 3  | 0  | 3  | 6  | 7  | -1   | 9    | 57  | Dieciseisavos de final |
| 25   | Sociedad Tiro N.° 28              | 6  | 2  | 3  | 1  | 7  | 2  | +5   | 9    | 50  | Dieciseisavos de final |
| 26   | FCR San Antonio                   | 6  | 2  | 3  | 1  | 11 | 9  | +2   | 9    | 50  | Dieciseisavos de final |
| 27   | Estudiantil CNI                   | 6  | 3  | 0  | 3  | 10 | 4  | +6   | 9    | 33  | Dieciseisavos de final |
| 28   | Nacional FBC                      | 6  | 2  | 2  | 2  | 8  | 9  | -1   | 8    | 89  | Dieciseisavos de final |
| 29   | Deportivo Municipal (Sechura)     | 6  | 2  | 2  | 2  | 6  | 9  | -3   | 8    | 78  | Dieciseisavos de final |
| 30   | Dolce Bretaña FC                  | 6  | 2  | 2  | 2  | 5  | 9  | -4   | 8    | 76  | Dieciseisavos de final |
| 31   | Juventud Santo Domingo            | 6  | 2  | 2  | 2  | 3  | 4  | -1   | 8    | 58  | Dieciseisavos de final |
| 32   | Nacional La Joya                  | 6  | 2  | 2  | 2  | 5  | 6  | -1   | 8    | 42  | Dieciseisavos de final |
| 33   | Biavo FC                          | 6  | 2  | 1  | 3  | 6  | 7  | -1   | 7    | 74  | Eliminados             |
| 34   | Alianza Arenal                    | 6  | 2  | 1  | 3  | 3  | 5  | -2   | 7    | 71  | Eliminados             |
| 35   | Alto Rendimiento                  | 6  | 2  | 1  | 3  | 5  | 14 | -9   | 7    | 64  | Eliminados             |
| 36   | Scratch FC                        | 6  | 2  | 1  | 3  | 9  | 10 | -1   | 7    | 62  | Eliminados             |
| 37   | Unión Deportivo Ascensión         | 6  | 1  | 3  | 2  | 6  | 7  | -1   | 6    | 30  | Eliminados             |
| 38   | AFC Caychihue                     | 6  | 2  | 0  | 4  | 14 | 24 | -10  | 6    | 30  | Eliminados             |
| 39   | Miguel Grau                       | 6  | 1  | 2  | 3  | 7  | 8  | -1   | 5    | 68  | Eliminados             |
| 40   | Deportivo Sucre                   | 6  | 1  | 2  | 3  | 8  | 11 | -3   | 5    | 45  | Eliminados             |
| 41   | Sport Machete                     | 6  | 1  | 2  | 3  | 2  | 5  | -3   | 5    | 36  | Eliminados             |
| 42   | Deportivo Municipal (Tingo María) | 6  | 1  | 1  | 4  | 2  | 14 | -12  | 4    | 42  | Eliminados             |
| 43   | Hijos del Altiplano               | 6  | 1  | 1  | 4  | 5  | 14 | -9   | 4    | 39  | Eliminados             |
| 44   | Real Independiente                | 6  | 1  | 1  | 4  | 4  | 8  | -4   | 4    | 38  | Eliminados             |
| 45   | San Martín de Filoque             | 6  | 1  | 1  | 4  | 4  | 12 | -8   | 4    | 38  | Eliminados             |
| 46   | Señor de Quinuapata FC            | 6  | 1  | 0  | 5  | 5  | 10 | -5   | 3    | 24  | Eliminados             |
| 47   | Juventud Progreso                 | 6  | 1  | 0  | 5  | 7  | 22 | -15  | 3    | 18  | Eliminados             |
| 48   | Patriotas FC                      | 6  | 1  | 2  | 3  | 5  | 9  | -4   | 2    | 54  | Eliminados             |
| 49   | Real Von Humboldt                 | 6  | 0  | 2  | 4  | 3  | 12 | -9   | 2    | 22  | Eliminados             |
| 50   | Cajaruro FC                       | 6  | 0  | 0  | 6  | 7  | 25 | -18  | 0    | 0   | Eliminados             |

### Partidos
Para un mejor detalle véase: Copa Perú 2024: Primera fase.
| Fecha 1                  | Fecha 1      | Fecha 1                      | Fecha 1                   | Fecha 1       | Fecha 1 |
| Local                    | Resultado    | Visitante                    | Estadio                   | Fecha         | Hora    |
| ------------------------ | ------------ | ---------------------------- | ------------------------- | ------------- | ------- |
| Estudiantil CNI          | 2 – 0        | Deportivo Biavo FC           | Max Augustín              | 12 de octubre | 16:00   |
| Señor de Quinuapata FC   | 0 – 1        | Def. José María Arguedas     | Manuel Eloy Molina        | 13 de octubre | 13:00   |
| Deportivo Lute           | 4 – 1        | Municipal de Vice            | César Flores Marigorda    | 13 de octubre | 13:00   |
| Centro Social Pariacoto  | 4 – 2        | Pacífico FC                  | Rosas Pampa               | 13 de octubre | 15:00   |
| FC Cajamarca             | 2 – 0        | Cajaruro FC                  | Héroes de San Ramón       | 13 de octubre | 15:00   |
| Scratch FC               | 1 – 3        | Sport Nacional de la Joya    | Facundo Ramírez Aguilar   | 13 de octubre | 15:00   |
| EFC Alto Rendimiento JVM | 1 – 0        | Juventud El Alfa             | IPD Puerto Maldonado      | 13 de octubre | 15:00   |
| Sociedad Tiro 28         | 4 – 0        | Municipal de Tingo Maria     | Daniel Alcides Carrión    | 13 de octubre | 15:00   |
| Juventud Cautivo         | 2 – 0        | Unión Tacna Libre            | 27 de Julio               | 13 de octubre | 15:00   |
| Juventud Unión Soratira  | 2 – 1        | Nacional FBC                 | Polideportivo de Azángaro | 13 de octubre | 15:00   |
| Rauker FC                | 3 – 0        | Dolce Bretaña FC             | Aliardo Soria Pérez       | 13 de octubre | 15:00   |
| Bentín Tacna Heroica     | 2 – 0        | Hijos del Altiplano          | Jorge Basadre             | 13 de octubre | 15:10   |
| Miguel Grau              | 1 – 1        | Nuevo San Cristóbal          | El Olivo                  | 13 de octubre | 15:15   |
| Viargoca FC              | 3 – 0 (w.o.) | Deportivo Cultural Patriotas | Municipal de Atico        | 13 de octubre | 15:15   |
| Municipal de Pangoa      | 1 – 1        | Ecosem Pasco                 | Malaquias Cóndor Aire     | 13 de octubre | 15:15   |
| UDA                      | 2 – 1        | Deportivo Sucre              | IPD de Huancavelica       | 13 de octubre | 15:30   |
| Juventud Santo Domingo   | 1 – 0        | Sport Machete                | Pedro Huamán Román        | 13 de octubre | 15:30   |
| Juventus FC              | 2 – 0        | CSD Alianza Arenal           | Municipal de Huamachuco   | 13 de octubre | 15:30   |
| Real Independiente       | 0 – 1        | Callao FC                    | Segundo Aranda Torres     | 13 de octubre | 15:30   |
| Deportivo Ucrania        | 5 – 0        | Deportivo El Inca            | IPD de Nueva Cajamarca    | 13 de octubre | 15:30   |
| Sport Bolognesi          | 2 – 0        | Unión Juventud San Martín    | Mariscal Cáceres          | 13 de octubre | 15:30   |
| Unión Santo Domingo      | 2 – 1        | Cultural Volante             | Kuélap                    | 13 de octubre | 15:30   |
| Dep. Construcción Civil  | 0 – 0        | Real Von Humboldt            | Heraclio Tapia            | 13 de octubre | 19:00   |
| FCR San Antonio          | 4 – 3        | Diablos Rojos                | 25 de Noviembre           | 16 de octubre | 13:00   |
| Juventud Progreso        | 3 – 1        | AFC Caychihue                | Inca Garcilaso de la Vega | 16 de octubre | 15:00   |

| Fecha 2                      | Fecha 2   | Fecha 2                  | Fecha 2                | Fecha 2       | Fecha 2 |
| Local                        | Resultado | Visitante                | Estadio                | Fecha         | Hora    |
| ---------------------------- | --------- | ------------------------ | ---------------------- | ------------- | ------- |
| Nacional FBC                 | 2 – 1     | Bentín Tacna Heroica     | Monumental de la UNSA  | 19 de octubre | 13:00   |
| Callao FC                    | 2 – 0     | Juventud Santo Domingo   | Facundo Ramírez A.     | 19 de octubre | 15:00   |
| Dolce Bretaña FC             | 1 – 4     | Deportivo Ucrania        | Max Augustin           | 19 de octubre | 15:00   |
| Def. José María Arguedas     | 1 – 0     | Juventud Progreso        | Los Chankas            | 19 de octubre | 15:15   |
| Sport Nacional de la Joya    | 1 – 0     | Señor de Quinuapata FC   | José Picasso Peratta   | 20 de octubre | 13:00   |
| Nuevo San Cristóbal          | 2 – 1     | UDA                      | Municipal de Kimbiri   | 20 de octubre | 13:30   |
| Unión Juventud San Martín    | 0 – 1     | FC Cajamarca             | Francisco Mendoza P.   | 20 de octubre | 14:00   |
| AFC Caychihue                | 1 – 2     | Juventud Unión Soratira  | Municipal de Huepetuhe | 20 de octubre | 15:00   |
| Diablos Rojos                | 4 – 0     | EFC Alto Rendimiento JVM | Guillermo Briceño R.   | 20 de octubre | 15:00   |
| Ecosem Pasco                 | 2 – 0     | Real Independiente       | Daniel Alcides Carrión | 20 de octubre | 15:00   |
| Hijos del Altiplano          | 2 – 1     | Viargoca FC              | Mariscal Nieto         | 20 de octubre | 15:00   |
| Juventud El Alfa             | 0 – 2     | Miguel Grau              | Thomas Ernesto Payne   | 20 de octubre | 15:00   |
| Municipal de Tingo Maria     | 1 – 0     | Rauker FC                | Municipal de Aucayacu  | 20 de octubre | 15:00   |
| Municipal de Vice            | 0 – 0     | Sport Bolognesi          | Sesquicentenario       | 20 de octubre | 15:00   |
| Real Von Humboldt            | 0 – 1     | Estudiantil CNI          | Aliardo Soria Pérez    | 20 de octubre | 15:00   |
| Deportivo Cultural Patriotas | 0 – 0     | FCR San Antonio          | Jorge Basadre          | 20 de octubre | 15:15   |
| Deportivo Sucre              | 0 – 2     | Sociedad Tiro 28         | Monumental de Jauja    | 20 de octubre | 15:15   |
| Cajaruro FC                  | 0 – 4     | Juventud Cautivo         | San Luis               | 20 de octubre | 15:30   |
| CSD Alianza Arenal           | 0 – 0     | Dep. Construcción Civil  | Municipal de Moro      | 20 de octubre | 15:30   |
| Cultural Volante             | 2 – 0     | Juventus FC              | El Frutillo            | 20 de octubre | 15:30   |
| Deportivo Biavo FC           | 3 – 1     | Unión Santo Domingo      | IE Adela Vargas        | 20 de octubre | 15:30   |
| Deportivo El Inca            | 3 – 2     | Centro Social Pariacoto  | San Luis               | 20 de octubre | 15:30   |
| Pacífico FC                  | 3 – 2     | Scratch FC               | Julio Lores Colán      | 20 de octubre | 15:30   |
| Sport Machete                | 1 – 2     | Municipal de Pangoa      | Alberto Vargas         | 20 de octubre | 15:30   |
| Unión Tacna Libre            | 2 – 1     | Deportivo Lute           | Mariscal Cáceres       | 20 de octubre | 15:30   |

| Fecha 3                  | Fecha 3   | Fecha 3                      | Fecha 3                   | Fecha 3       | Fecha 3 |
| Local                    | Resultado | Visitante                    | Estadio                   | Fecha         | Hora    |
| ------------------------ | --------- | ---------------------------- | ------------------------- | ------------- | ------- |
| FCR San Antonio          | 4 – 0     | Hijos del Altiplano          | 25 de Noviembre           | 23 de octubre | 13:00   |
| EFC Alto Rendimiento JVM | 1 – 2     | AFC Caychihue                | Municipal de Huepetuhe    | 23 de octubre | 14:00   |
| Juventud Santo Domingo   | 1 – 1     | Sport Nacional de la Joya    | Pedro Huamán Román        | 23 de octubre | 14:00   |
| Scratch FC               | 2 – 1     | Callao FC                    | Colegio M. Leoncio Prado  | 23 de octubre | 15:00   |
| Viargoca FC              | 0 – 0     | Nacional FBC                 | Municipal de Atico        | 23 de octubre | 15:00   |
| Bentín Tacna Heroica     | 3 – 0     | Deportivo Cultural Patriotas | Jorge Basadre             | 23 de octubre | 15:30   |
| Deportivo Lute           | 2 – 1     | Unión Juventud San Martín    | César Flores Marigorda    | 23 de octubre | 15:30   |
| FC Cajamarca             | 5 – 2     | Cultural Volante             | Héroes de San Ramón       | 23 de octubre | 15:30   |
| Juventud Cautivo         | 0 – 0     | Municipal de Vice            | 27 de Julio               | 23 de octubre | 15:30   |
| Miguel Grau              | 0 – 0     | Def. José María Arguedas     | Monum. de Condebamba      | 23 de octubre | 15:30   |
| Real Independiente       | 1 – 1     | Pacífico FC                  | Segundo Aranda Torres     | 23 de octubre | 15:30   |
| Sociedad Tiro 28         | 0 – 1     | Ecosem Pasco                 | Daniel Alcides Carrión    | 23 de octubre | 15:30   |
| Unión Santo Domingo      | 5 – 1     | Cajaruro FC                  | Kuélap                    | 23 de octubre | 15:30   |
| Deportivo Ucrania        | 0 – 0     | Deportivo Biavo FC           | IPD de Nueva Cajamarca    | 23 de octubre | 15:45   |
| Sport Bolognesi          | 1 – 3     | Unión Tacna Libre            | Mariscal Cáceres          | 23 de octubre | 16:00   |
| Dep. Construcción Civil  | 1 – 0     | Municipal de Tingo Maria     | Heraclio Tapia            | 23 de octubre | 19:30   |
| Estudiantil CNI          | 0 – 1     | Dolce Bretaña FC             | Max Augustín              | 23 de octubre | 20:00   |
| Juventud Progreso        | 0 – 3     | Juventud El Alfa             | Inca Garcilaso de la Vega | 24 de octubre | 15:00   |
| Señor de Quinuapata FC   | 1 – 2     | Nuevo San Cristóbal          | Ciudad de Cumaná          | 24 de octubre | 15:00   |
| Juventud Unión Soratira  | 3 – 0     | Diablos Rojos                | Polideportivo de Azángaro | 24 de octubre | 15:00   |
| Municipal de Pangoa      | 2 – 0     | Deportivo Sucre              | Municipal de Mazamari     | 24 de octubre | 15:15   |
| Centro Social Pariacoto  | 1 – 2     | CSD Alianza Arenal           | Valeriano López Mendiola  | 24 de octubre | 15:30   |
| Juventus FC              | 1 – 0     | Deportivo El Inca            | Municipal de Huamachuco   | 24 de octubre | 15:30   |
| UDA                      | 0 – 0     | Sport Machete                | IPD de Huancavelica       | 24 de octubre | 15:30   |
| Rauker FC                | 1 – 1     | Real Von Humboldt            | Aliardo Soria Pérez       | 25 de octubre | 19:30   |

| Fecha 4                      | Fecha 4   | Fecha 4                  | Fecha 4                 | Fecha 4       | Fecha 4 |
| Local                        | Resultado | Visitante                | Estadio                 | Fecha         | Hora    |
| ---------------------------- | --------- | ------------------------ | ----------------------- | ------------- | ------- |
| Pacífico FC                  | 2 – 0     | Real Independiente       | Alberto Gallardo        | 26 de octubre | 15:30   |
| Nacional FBC                 | 3 – 1     | Viargoca FC              | Monumental de la UNSA   | 27 de octubre | 13:00   |
| Nuevo San Cristóbal          | 2 – 1     | Señor de Quinuapata FC   | Municipal de Kimbiri    | 27 de octubre | 13:00   |
| AFC Caychihue                | 0 – 1     | EFC Alto Rendimiento JVM | Municipal de Huepetuhe  | 27 de octubre | 14:00   |
| Diablos Rojos                | 1 – 0     | Juventud Unión Soratira  | Guillermo Briceño R.    | 27 de octubre | 15:00   |
| Municipal de Tingo Maria     | 1 – 4     | Dep. Construcción Civil  | Municipal de Aucayacu   | 27 de octubre | 15:00   |
| Dolce Bretaña FC             | 1 – 0     | Estudiantil CNI          | Max Augustín            | 27 de octubre | 15:00   |
| Juventud El Alfa             | 3 – 0     | Juventud Progreso        | Thomas Ernesto Payne    | 27 de octubre | 15:00   |
| Real Von Humboldt            | 1 – 2     | Rauker FC                | Luis Velásquez Salinas  | 27 de octubre | 15:00   |
| Deportivo Sucre              | 3 – 1     | Municipal de Pangoa      | Monumental de Jauja     | 27 de octubre | 15:15   |
| Ecosem Pasco                 | 0 – 0     | Sociedad Tiro 28         | Daniel Alcides Carrión  | 27 de octubre | 15:15   |
| Hijos del Altiplano          | 1 – 1     | FCR San Antonio          | Mariscal Nieto          | 27 de octubre | 15:15   |
| Deportivo Cultural Patriotas | 3 – 0     | Bentín Tacna Heroica     | Jorge Basadre           | 27 de octubre | 15:15   |
| CSD Alianza Arenal           | 0 – 1     | Centro Social Pariacoto  | Municipal de Moro       | 27 de octubre | 15:30   |
| Callao FC                    | 2 – 1     | Scratch FC               | Facundo Ramírez Aguilar | 27 de octubre | 15:30   |
| Deportivo Biavo FC           | 0 – 1     | Deportivo Ucrania        | IE Adela Vargas         | 27 de octubre | 15:30   |
| Cajaruro FC                  | 3 – 4     | Unión Santo Domingo      | San Luis                | 27 de octubre | 15:30   |
| Cultural Volante             | 2 – 1     | FC Cajamarca             | El Frutillo             | 27 de octubre | 15:30   |
| Def. José María Arguedas     | 3 – 2     | Miguel Grau              | Los Chankas             | 27 de octubre | 15:30   |
| Deportivo El Inca            | 2 – 0     | Juventus FC              | San Luis                | 27 de octubre | 15:30   |
| Municipal de Vice            | 2 – 1     | Juventud Cautivo         | Sesquicentenario        | 27 de octubre | 15:30   |
| Sport Nacional de la Joya    | 0 – 0     | Juventud Santo Domingo   | José Picasso Peratta    | 27 de octubre | 15:30   |
| Sport Machete                | 0 – 0     | UDA                      | Alberto Vargas          | 27 de octubre | 15:30   |
| Unión Tacna Libre            | 0 – 1     | Sport Bolognesi          | Mariscal Cáceres        | 27 de octubre | 15:30   |
| Unión Juventud San Martín    | 2 – 0     | Deportivo Lute           | Francisco Mendoza P.    | 27 de octubre | 16:00   |

| Fecha 5                  | Fecha 5   | Fecha 5                      | Fecha 5                   | Fecha 5        | Fecha 5 |
| Local                    | Resultado | Visitante                    | Estadio                   | Fecha          | Hora    |
| ------------------------ | --------- | ---------------------------- | ------------------------- | -------------- | ------- |
| Estudiantil CNI          | 6 – 0     | Real Von Humboldt            | Max Augustín              | 2 de noviembre | 15:30   |
| Juventud Progreso        | 2 – 4     | Def. José María Arguedas     | Inca Garcilaso de la Vega | 3 de noviembre | 11:00   |
| FCR San Antonio          | 2 – 2     | Deportivo Cultural Patriotas | 25 de Noviembre           | 3 de noviembre | 13:00   |
| Juventud Santo Domingo   | 1 – 0     | Callao FC                    | Pedro Huamán Román        | 3 de noviembre | 14:00   |
| Bentín Tacna Heroica     | 3 – 0     | Nacional FBC                 | Jorge Basadre             | 3 de noviembre | 15:00   |
| Scratch FC               | 1 – 1     | Pacífico FC                  | Campolo Alcalde           | 3 de noviembre | 15:00   |
| Deportivo Lute           | 2 – 0     | Unión Tacna Libre            | César Flores Marigorda    | 3 de noviembre | 15:00   |
| Señor de Quinuapata FC   | 2 – 0     | Sport Nacional de la Joya    | Ciudad de Cumaná          | 3 de noviembre | 15:00   |
| Rauker FC                | 5 – 0     | Municipal de Tingo Maria     | Aliardo Soria Pérez       | 3 de noviembre | 15:00   |
| Juventus FC              | 3 – 1     | Cultural Volante             | Municipal de Huamachuco   | 3 de noviembre | 15:00   |
| Juventud Cautivo         | 6 – 1     | Cajaruro FC                  | 27 de Julio               | 3 de noviembre | 15:00   |
| Juventud Unión Soratira  | 15 – 0    | AFC Caychihue                | Polideportivo de Azángaro | 3 de noviembre | 15:00   |
| Dep. Construcción Civil  | 0 – 1     | CSD Alianza Arenal           | Heraclio Tapia            | 3 de noviembre | 15:00   |
| EFC Alto Rendimiento JVM | 1 – 1     | Diablos Rojos                | IPD Puerto Maldonado      | 3 de noviembre | 15:00   |
| Municipal de Pangoa      | 2 – 0     | Sport Machete                | Municipal de Mazamari     | 3 de noviembre | 15:15   |
| Centro Social Pariacoto  | 6 – 1     | Deportivo El Inca            | Valeriano López Mendiola  | 3 de noviembre | 15:30   |
| Real Independiente       | 0 – 2     | Ecosem Pasco                 | Segundo Aranda Torres     | 3 de noviembre | 15:30   |
| Deportivo Ucrania        | 1 – 1     | Dolce Bretaña FC             | IPD de Nueva Cajamarca    | 3 de noviembre | 15:30   |
| UDA                      | 0 – 1     | Nuevo San Cristóbal          | IPD de Huancavelica       | 3 de noviembre | 15:30   |
| Sport Bolognesi          | 3 – 1     | Municipal de Vice            | Mariscal Cáceres          | 3 de noviembre | 15:30   |
| Unión Santo Domingo      | 2 – 1     | Deportivo Biavo FC           | Kuélap                    | 3 de noviembre | 15:30   |
| FC Cajamarca             | 6 – 0     | Unión Juventud San Martín    | Héroes de San Ramón       | 3 de noviembre | 15:30   |
| Viargoca FC              | 3 – 0     | Hijos del Altiplano          | Municipal de Atico        | 3 de noviembre | 15:30   |
| Miguel Grau              | 1 – 2     | Juventud El Alfa             | Monum. de Condebamba      | 3 de noviembre | 15:30   |
| Sociedad Tiro 28         | 1 – 1     | Deportivo Sucre              | Daniel Alcides Carrión    | 3 de noviembre | 15:30   |

| Fecha 6                      | Fecha 6   | Fecha 6                  | Fecha 6                 | Fecha 6         | Fecha 6 |
| Local                        | Resultado | Visitante                | Estadio                 | Fecha           | Hora    |
| ---------------------------- | --------- | ------------------------ | ----------------------- | --------------- | ------- |
| Ecosem Pasco                 | 3 – 1     | Municipal de Pangoa      | Daniel Alcides Carrión  | 9 de noviembre  | 15:00   |
| AFC Caychihue                | 10 – 2    | Juventud Progreso        | Municipal de Huepetuhe  | 10 de noviembre | 14:00   |
| Municipal de Tingo Maria     | 0 – 0     | Sociedad Tiro 28         | Municipal de Aucayacu   | 10 de noviembre | 14:00   |
| Sport Nacional de la Joya    | 0 – 2     | Scratch FC               | José Picasso Peratta    | 10 de noviembre | 14:30   |
| Nuevo San Cristóbal          | 2 – 1     | Miguel Grau              | Municipal de Kimbiri    | 10 de noviembre | 14:30   |
| Nacional FBC                 | 2 – 2     | Juventud Unión Soratira  | Monumental de la UNSA   | 10 de noviembre | 15:00   |
| Real Von Humboldt            | 1 – 2     | Dep. Construcción Civil  | Aliardo Soria Pérez     | 10 de noviembre | 15:00   |
| Hijos del Altiplano          | 2 – 3     | Bentín Tacna Heroica     | Mariscal Nieto          | 10 de noviembre | 15:00   |
| Dolce Bretaña FC             | 1 – 1     | Rauker FC                | Max Augustín            | 10 de noviembre | 15:00   |
| Juventud El Alfa             | 7 – 1     | EFC Alto Rendimiento JVM | Thomas Ernesto Payne    | 10 de noviembre | 15:00   |
| Diablos Rojos                | 3 – 0     | FCR San Antonio          | Guillermo Briceño R.    | 10 de noviembre | 15:00   |
| Sport Machete                | 1 – 0     | Juventud Santo Domingo   | IPD de Huancavelica     | 10 de noviembre | 15:15   |
| Deportivo Sucre              | 3 – 3     | UDA                      | Huancayo                | 10 de noviembre | 15:15   |
| Pacífico FC                  | 6 – 3     | Centro Social Pariacoto  | Alberto Gallardo        | 10 de noviembre | 15:30   |
| Municipal de Vice            | 2 – 1     | Deportivo Lute           | Sesquicentenario        | 10 de noviembre | 15:30   |
| Deportivo Cultural Patriotas | 0 – 1     | Viargoca FC              | Jorge Basadre           | 10 de noviembre | 15:30   |
| Callao FC                    | 0 – 3     | Real Independiente       | Facundo Ramírez Aguilar | 10 de noviembre | 15:30   |
| CSD Alianza Arenal           | 0 – 1     | Juventus FC              | Municipal de Moro       | 10 de noviembre | 15:30   |
| Unión Tacna Libre            | 2 – 0     | Juventud Cautivo         | Mariscal Cáceres        | 10 de noviembre | 15:30   |
| Cajaruro FC                  | 2 – 4     | FC Cajamarca             | San Luis                | 10 de noviembre | 15:30   |
| Cultural Volante             | 3 – 1     | Unión Santo Domingo      | El Frutillo             | 10 de noviembre | 15:30   |
| Def. José María Arguedas     | 4 – 1     | Señor de Quinuapata FC   | Municipal de Talavera   | 10 de noviembre | 15:30   |
| Deportivo Biavo FC           | 2 – 1     | Estudiantil CNI          | IE Adela Vargas         | 10 de noviembre | 15:30   |
| Deportivo El Inca            | 2 – 1     | Deportivo Ucrania        | San Luis                | 10 de noviembre | 15:30   |
| Unión Juventud San Martín    | 1 – 1     | Sport Bolognesi          | Francisco Mendoza P.    | 10 de noviembre | 16:00   |

## Fase Final

#### Cuadro de desarrollo
|  | Dieciseisavos de final                                   | Dieciseisavos de final                                   | Dieciseisavos de final                                   | Dieciseisavos de final                                   | Dieciseisavos de final                                   |   |       | Octavos de final                                     | Octavos de final                                     | Octavos de final                                     | Octavos de final                                     | Octavos de final                                     |  |    | Cuartos de final                     | Cuartos de final                     | Cuartos de final                     |  |   | Semifinales                     | Semifinales                     | Semifinales                     |  |   | Final                           | Final                           | Final                           |  |
|  | 16 y 17 de noviembre (ida) 24 y 25 de noviembre (vuelta) | 16 y 17 de noviembre (ida) 24 y 25 de noviembre (vuelta) | 16 y 17 de noviembre (ida) 24 y 25 de noviembre (vuelta) | 16 y 17 de noviembre (ida) 24 y 25 de noviembre (vuelta) | 16 y 17 de noviembre (ida) 24 y 25 de noviembre (vuelta) |   |       | 30 de nov. y 1 de dic. (ida) 8 de diciembre (vuelta) | 30 de nov. y 1 de dic. (ida) 8 de diciembre (vuelta) | 30 de nov. y 1 de dic. (ida) 8 de diciembre (vuelta) | 30 de nov. y 1 de dic. (ida) 8 de diciembre (vuelta) | 30 de nov. y 1 de dic. (ida) 8 de diciembre (vuelta) |  |    | 14 y 15 de diciembre (partido único) | 14 y 15 de diciembre (partido único) | 14 y 15 de diciembre (partido único) |  |   | 18 de diciembre (partido único) | 18 de diciembre (partido único) | 18 de diciembre (partido único) |  |   | 22 de diciembre (partido único) | 22 de diciembre (partido único) | 22 de diciembre (partido único) |  |
|  |                                                          |                                                          |                                                          |                                                          |                                                          |   |       |                                                      |                                                      |                                                      |                                                      |                                                      |  |    |                                      |                                      |                                      |  |   |                                 |                                 |                                 |  |   |                                 |                                 |                                 |  |
|  |                                                          |                                                          |                                                          |                                                          |                                                          |   |       |                                                      |                                                      |                                                      |                                                      |                                                      |  |    |                                      |                                      |                                      |  |   |                                 |                                 |                                 |  |   |                                 |                                 |                                 |  |
|  | 3                                                        | FC Cajamarca                                             | 1                                                        | 2                                                        | 3                                                        |   |       |                                                      |                                                      |                                                      |                                                      |                                                      |  |    |                                      |                                      |                                      |  |   |                                 |                                 |                                 |  |   |                                 |                                 |                                 |  |
|  | 3                                                        | FC Cajamarca                                             | 1                                                        | 2                                                        | 3                                                        |   |       |                                                      |                                                      |                                                      |                                                      |                                                      |  |    |                                      |                                      |                                      |  |   |                                 |                                 |                                 |  |   |                                 |                                 |                                 |  |
|  | 30                                                       | Dolce Bretaña FC                                         | 1                                                        | 0                                                        | 1                                                        |   |       |                                                      |                                                      |                                                      |                                                      |                                                      |  |    |                                      |                                      |                                      |  |   |                                 |                                 |                                 |  |   |                                 |                                 |                                 |  |
|  | 30                                                       | Dolce Bretaña FC                                         | 1                                                        | 0                                                        | 1                                                        |   | 3     | FC Cajamarca                                         | 1                                                    | 3                                                    | 4                                                    |                                                      |  |    |                                      |                                      |                                      |  |   |                                 |                                 |                                 |  |   |                                 |                                 |                                 |  |
|  |                                                          |                                                          |                                                          |                                                          |                                                          |   | 3     | FC Cajamarca                                         | 1                                                    | 3                                                    | 4                                                    |                                                      |  |    |                                      |                                      |                                      |  |   |                                 |                                 |                                 |  |   |                                 |                                 |                                 |  |
|  |                                                          |                                                          | 19                                                       | Cultural Volante                                         | 3                                                        | 0 | 3     |                                                      |                                                      |                                                      |                                                      |                                                      |  |    |                                      |                                      |                                      |  |   |                                 |                                 |                                 |  |   |                                 |                                 |                                 |  |
|  | 14                                                       | Construcción Civil                                       | 19                                                       | Cultural Volante                                         | 3                                                        | 0 | 3     | 0                                                    | 1                                                    | 1                                                    |                                                      |                                                      |  |    |                                      |                                      |                                      |  |   |                                 |                                 |                                 |  |   |                                 |                                 |                                 |  |
|  | 14                                                       | Construcción Civil                                       |                                                          |                                                          |                                                          |   |       |                                                      |                                                      | 1                                                    |                                                      |                                                      |  |    |                                      |                                      |                                      |  |   |                                 |                                 |                                 |  |   |                                 |                                 |                                 |  |
|  | 19                                                       | Cultural Volante                                         | 1                                                        | 1                                                        | 2                                                        |   |       |                                                      |                                                      |                                                      |                                                      |                                                      |  |    |                                      |                                      |                                      |  |   |                                 |                                 |                                 |  |   |                                 |                                 |                                 |  |
|  | 19                                                       | Cultural Volante                                         | 1                                                        | 1                                                        | 2                                                        |   |       |                                                      |                                                      |                                                      |                                                      |                                                      |  | 3  | FC Cajamarca                         | 2 (3)                                |                                      |  |   |                                 |                                 |                                 |  |   |                                 |                                 |                                 |  |
|  |                                                          |                                                          |                                                          |                                                          |                                                          |   |       |                                                      |                                                      |                                                      |                                                      |                                                      |  | 3  | FC Cajamarca                         | 2 (3)                                |                                      |  |   |                                 |                                 |                                 |  |   |                                 |                                 |                                 |  |
|  |                                                          |                                                          | 6                                                        | Juventus FC                                              | 2 (2)                                                    |   |       |                                                      |                                                      |                                                      |                                                      |                                                      |  |    |                                      |                                      |                                      |  |   |                                 |                                 |                                 |  |   |                                 |                                 |                                 |  |
|  | 6                                                        | Juventus FC                                              | 6                                                        | Juventus FC                                              | 2 (2)                                                    | 0 | 2     | 2 (3)                                                |                                                      |                                                      |                                                      |                                                      |  |    |                                      |                                      |                                      |  |   |                                 |                                 |                                 |  |   |                                 |                                 |                                 |  |
|  | 6                                                        | Juventus FC                                              |                                                          |                                                          |                                                          |   |       |                                                      |                                                      |                                                      |                                                      |                                                      |  |    |                                      |                                      |                                      |  |   |                                 |                                 |                                 |  |   |                                 |                                 |                                 |  |
|  | 27                                                       | Estudiantil CNI                                          | 1                                                        | 1                                                        | 2 (2)                                                    |   |       |                                                      |                                                      |                                                      |                                                      |                                                      |  |    |                                      |                                      |                                      |  |   |                                 |                                 |                                 |  |   |                                 |                                 |                                 |  |
|  | 27                                                       | Estudiantil CNI                                          | 1                                                        | 1                                                        | 2 (2)                                                    |   | 6     | Juventus FC                                          | 0                                                    | 3                                                    | 3 (4)                                                |                                                      |  |    |                                      |                                      |                                      |  |   |                                 |                                 |                                 |  |   |                                 |                                 |                                 |  |
|  |                                                          |                                                          |                                                          |                                                          |                                                          |   | 6     | Juventus FC                                          | 0                                                    | 3                                                    | 3 (4)                                                |                                                      |  |    |                                      |                                      |                                      |  |   |                                 |                                 |                                 |  |   |                                 |                                 |                                 |  |
|  |                                                          |                                                          | 22                                                       | Centro Social                                            | 1                                                        | 2 | 3 (3) |                                                      |                                                      |                                                      |                                                      |                                                      |  |    |                                      |                                      |                                      |  |   |                                 |                                 |                                 |  |   |                                 |                                 |                                 |  |
|  | 11                                                       | Sport Bolognesi                                          | 22                                                       | Centro Social                                            | 1                                                        | 2 | 3 (3) | 3                                                    | 2                                                    | 5 (2)                                                |                                                      |                                                      |  |    |                                      |                                      |                                      |  |   |                                 |                                 |                                 |  |   |                                 |                                 |                                 |  |
|  | 11                                                       | Sport Bolognesi                                          |                                                          |                                                          |                                                          |   |       |                                                      |                                                      | 5 (2)                                                |                                                      |                                                      |  |    |                                      |                                      |                                      |  |   |                                 |                                 |                                 |  |   |                                 |                                 |                                 |  |
|  | 22                                                       | Centro Social                                            | 4                                                        | 1                                                        | 5 (3)                                                    |   |       |                                                      |                                                      |                                                      |                                                      |                                                      |  |    |                                      |                                      |                                      |  |   |                                 |                                 |                                 |  |   |                                 |                                 |                                 |  |
|  | 22                                                       | Centro Social                                            | 4                                                        | 1                                                        | 5 (3)                                                    |   |       |                                                      |                                                      |                                                      |                                                      |                                                      |  |    |                                      |                                      |                                      |  | 3 | FC Cajamarca                    | 3 (3)                           |                                 |  |   |                                 |                                 |                                 |  |
|  |                                                          |                                                          |                                                          |                                                          |                                                          |   |       |                                                      |                                                      |                                                      |                                                      |                                                      |  |    |                                      |                                      |                                      |  | 3 | FC Cajamarca                    | 3 (3)                           |                                 |  |   |                                 |                                 |                                 |  |
|  |                                                          |                                                          | 28                                                       | Nacional FBC                                             | 3 (2)                                                    |   |       |                                                      |                                                      |                                                      |                                                      |                                                      |  |    |                                      |                                      |                                      |  |   |                                 |                                 |                                 |  |   |                                 |                                 |                                 |  |
|  | 4                                                        | Ecosem Pasco                                             | 28                                                       | Nacional FBC                                             | 3 (2)                                                    | 0 | 3     | 3                                                    |                                                      |                                                      |                                                      |                                                      |  |    |                                      |                                      |                                      |  |   |                                 |                                 |                                 |  |   |                                 |                                 |                                 |  |
|  | 4                                                        | Ecosem Pasco                                             |                                                          |                                                          |                                                          |   |       |                                                      |                                                      |                                                      |                                                      |                                                      |  |    |                                      |                                      |                                      |  |   |                                 |                                 |                                 |  |   |                                 |                                 |                                 |  |
|  | 29                                                       | Dep. Municipal (V)                                       | 1                                                        | 0                                                        | 1                                                        |   |       |                                                      |                                                      |                                                      |                                                      |                                                      |  |    |                                      |                                      |                                      |  |   |                                 |                                 |                                 |  |   |                                 |                                 |                                 |  |
|  | 29                                                       | Dep. Municipal (V)                                       | 1                                                        | 0                                                        | 1                                                        |   | 4     | Ecosem Pasco                                         | 2                                                    | 2                                                    | 4                                                    |                                                      |  |    |                                      |                                      |                                      |  |   |                                 |                                 |                                 |  |   |                                 |                                 |                                 |  |
|  |                                                          |                                                          |                                                          |                                                          |                                                          |   | 4     | Ecosem Pasco                                         | 2                                                    | 2                                                    | 4                                                    |                                                      |  |    |                                      |                                      |                                      |  |   |                                 |                                 |                                 |  |   |                                 |                                 |                                 |  |
|  |                                                          |                                                          | 20                                                       | Deportivo El Inca                                        | 2                                                        | 1 | 3     |                                                      |                                                      |                                                      |                                                      |                                                      |  |    |                                      |                                      |                                      |  |   |                                 |                                 |                                 |  |   |                                 |                                 |                                 |  |
|  | 13                                                       | Rauker FC                                                | 20                                                       | Deportivo El Inca                                        | 2                                                        | 1 | 3     | 2                                                    | 0                                                    | 2                                                    |                                                      |                                                      |  |    |                                      |                                      |                                      |  |   |                                 |                                 |                                 |  |   |                                 |                                 |                                 |  |
|  | 13                                                       | Rauker FC                                                |                                                          |                                                          |                                                          |   |       |                                                      |                                                      | 2                                                    |                                                      |                                                      |  |    |                                      |                                      |                                      |  |   |                                 |                                 |                                 |  |   |                                 |                                 |                                 |  |
|  | 20                                                       | Deportivo El Inca                                        | 3                                                        | 0                                                        | 3                                                        |   |       |                                                      |                                                      |                                                      |                                                      |                                                      |  |    |                                      |                                      |                                      |  |   |                                 |                                 |                                 |  |   |                                 |                                 |                                 |  |
|  | 20                                                       | Deportivo El Inca                                        | 3                                                        | 0                                                        | 3                                                        |   |       |                                                      |                                                      |                                                      |                                                      |                                                      |  | 4  | Ecosem Pasco                         | 0                                    |                                      |  |   |                                 |                                 |                                 |  |   |                                 |                                 |                                 |  |
|  |                                                          |                                                          |                                                          |                                                          |                                                          |   |       |                                                      |                                                      |                                                      |                                                      |                                                      |  | 4  | Ecosem Pasco                         | 0                                    |                                      |  |   |                                 |                                 |                                 |  |   |                                 |                                 |                                 |  |
|  |                                                          |                                                          | 28                                                       | Nacional FBC                                             | 1                                                        |   |       |                                                      |                                                      |                                                      |                                                      |                                                      |  |    |                                      |                                      |                                      |  |   |                                 |                                 |                                 |  |   |                                 |                                 |                                 |  |
|  | 12                                                       | Pacífico FC SMP                                          | 28                                                       | Nacional FBC                                             | 1                                                        | 3 | 6     | 9                                                    |                                                      |                                                      |                                                      |                                                      |  |    |                                      |                                      |                                      |  |   |                                 |                                 |                                 |  |   |                                 |                                 |                                 |  |
|  | 12                                                       | Pacífico FC SMP                                          |                                                          |                                                          |                                                          |   |       |                                                      |                                                      |                                                      |                                                      |                                                      |  |    |                                      |                                      |                                      |  |   |                                 |                                 |                                 |  |   |                                 |                                 |                                 |  |
|  | 21                                                       | UD Tacna Libre                                           | 0                                                        | 0                                                        | 0                                                        |   |       |                                                      |                                                      |                                                      |                                                      |                                                      |  |    |                                      |                                      |                                      |  |   |                                 |                                 |                                 |  |   |                                 |                                 |                                 |  |
|  | 21                                                       | UD Tacna Libre                                           | 0                                                        | 0                                                        | 0                                                        |   | 12    | Pacífico FC SMP                                      | 1                                                    | 2                                                    | 3 (2)                                                |                                                      |  |    |                                      |                                      |                                      |  |   |                                 |                                 |                                 |  |   |                                 |                                 |                                 |  |
|  |                                                          |                                                          |                                                          |                                                          |                                                          |   | 12    | Pacífico FC SMP                                      | 1                                                    | 2                                                    | 3 (2)                                                |                                                      |  |    |                                      |                                      |                                      |  |   |                                 |                                 |                                 |  |   |                                 |                                 |                                 |  |
|  |                                                          |                                                          | 28                                                       | Nacional FBC                                             | 2                                                        | 1 | 3 (4) |                                                      |                                                      |                                                      |                                                      |                                                      |  |    |                                      |                                      |                                      |  |   |                                 |                                 |                                 |  |   |                                 |                                 |                                 |  |
|  | 28                                                       | Nacional FBC                                             | 28                                                       | Nacional FBC                                             | 2                                                        | 1 | 3 (4) | 0                                                    | 1                                                    | 1 (4)                                                |                                                      |                                                      |  |    |                                      |                                      |                                      |  |   |                                 |                                 |                                 |  |   |                                 |                                 |                                 |  |
|  | 28                                                       | Nacional FBC                                             |                                                          |                                                          |                                                          |   |       |                                                      |                                                      | 1 (4)                                                |                                                      |                                                      |  |    |                                      |                                      |                                      |  |   |                                 |                                 |                                 |  |   |                                 |                                 |                                 |  |
|  | 5                                                        | Unión Soratira                                           | 1                                                        | 0                                                        | 1 (3)                                                    |   |       |                                                      |                                                      |                                                      |                                                      |                                                      |  |    |                                      |                                      |                                      |  |   |                                 |                                 |                                 |  |   |                                 |                                 |                                 |  |
|  | 5                                                        | Unión Soratira                                           | 1                                                        | 0                                                        | 1 (3)                                                    |   |       |                                                      |                                                      |                                                      |                                                      |                                                      |  |    |                                      |                                      |                                      |  |   |                                 |                                 |                                 |  | 3 | FC Cajamarca                    | 1 (3)                           |                                 |  |
|  |                                                          |                                                          |                                                          |                                                          |                                                          |   |       |                                                      |                                                      |                                                      |                                                      |                                                      |  |    |                                      |                                      |                                      |  |   |                                 |                                 |                                 |  | 3 | FC Cajamarca                    | 1 (3)                           |                                 |  |
|  |                                                          |                                                          | 8                                                        | Bentín Tacna Heroica                                     | 1 (4)                                                    |   |       |                                                      |                                                      |                                                      |                                                      |                                                      |  |    |                                      |                                      |                                      |  |   |                                 |                                 |                                 |  |   |                                 |                                 |                                 |  |
|  | 8                                                        | Bentín Tacna Heroica                                     | 8                                                        | Bentín Tacna Heroica                                     | 1 (4)                                                    | 1 | 1     | 2                                                    |                                                      |                                                      |                                                      |                                                      |  |    |                                      |                                      |                                      |  |   |                                 |                                 |                                 |  |   |                                 |                                 |                                 |  |
|  | 8                                                        | Bentín Tacna Heroica                                     |                                                          |                                                          |                                                          |   |       |                                                      |                                                      |                                                      |                                                      |                                                      |  |    |                                      |                                      |                                      |  |   |                                 |                                 |                                 |  |   |                                 |                                 |                                 |  |
|  | 25                                                       | Sociedad Tiro N.° 28                                     | 1                                                        | 0                                                        | 1                                                        |   |       |                                                      |                                                      |                                                      |                                                      |                                                      |  |    |                                      |                                      |                                      |  |   |                                 |                                 |                                 |  |   |                                 |                                 |                                 |  |
|  | 25                                                       | Sociedad Tiro N.° 28                                     | 1                                                        | 0                                                        | 1                                                        |   | 8     | Bentín Tacna Heroica                                 | 1                                                    | 1                                                    | 2 (3)                                                |                                                      |  |    |                                      |                                      |                                      |  |   |                                 |                                 |                                 |  |   |                                 |                                 |                                 |  |
|  |                                                          |                                                          |                                                          |                                                          |                                                          |   | 8     | Bentín Tacna Heroica                                 | 1                                                    | 1                                                    | 2 (3)                                                |                                                      |  |    |                                      |                                      |                                      |  |   |                                 |                                 |                                 |  |   |                                 |                                 |                                 |  |
|  |                                                          |                                                          | 9                                                        | Unión Sto. Domingo                                       | 2                                                        | 0 | 2 (2) |                                                      |                                                      |                                                      |                                                      |                                                      |  |    |                                      |                                      |                                      |  |   |                                 |                                 |                                 |  |   |                                 |                                 |                                 |  |
|  | 9                                                        | Unión Sto. Domingo                                       | 9                                                        | Unión Sto. Domingo                                       | 2                                                        | 0 | 2 (2) | 1                                                    | 2                                                    | 3 (3)                                                |                                                      |                                                      |  |    |                                      |                                      |                                      |  |   |                                 |                                 |                                 |  |   |                                 |                                 |                                 |  |
|  | 9                                                        | Unión Sto. Domingo                                       |                                                          |                                                          |                                                          |   |       |                                                      |                                                      | 3 (3)                                                |                                                      |                                                      |  |    |                                      |                                      |                                      |  |   |                                 |                                 |                                 |  |   |                                 |                                 |                                 |  |
|  | 24                                                       | Amazon Callao FC                                         | 2                                                        | 1                                                        | 3 (2)                                                    |   |       |                                                      |                                                      |                                                      |                                                      |                                                      |  |    |                                      |                                      |                                      |  |   |                                 |                                 |                                 |  |   |                                 |                                 |                                 |  |
|  | 24                                                       | Amazon Callao FC                                         | 2                                                        | 1                                                        | 3 (2)                                                    |   |       |                                                      |                                                      |                                                      |                                                      |                                                      |  | 8  | Bentín Tacna Heroica                 | 0 (4)                                |                                      |  |   |                                 |                                 |                                 |  |   |                                 |                                 |                                 |  |
|  |                                                          |                                                          |                                                          |                                                          |                                                          |   |       |                                                      |                                                      |                                                      |                                                      |                                                      |  | 8  | Bentín Tacna Heroica                 | 0 (4)                                |                                      |  |   |                                 |                                 |                                 |  |   |                                 |                                 |                                 |  |
|  |                                                          |                                                          | 17                                                       | Juventud Cautivo                                         | 0 (3)                                                    |   |       |                                                      |                                                      |                                                      |                                                      |                                                      |  |    |                                      |                                      |                                      |  |   |                                 |                                 |                                 |  |   |                                 |                                 |                                 |  |
|  | 1                                                        | Nuevo San Cristóbal                                      | 17                                                       | Juventud Cautivo                                         | 0 (3)                                                    | 0 | 3     | 3                                                    |                                                      |                                                      |                                                      |                                                      |  |    |                                      |                                      |                                      |  |   |                                 |                                 |                                 |  |   |                                 |                                 |                                 |  |
|  | 1                                                        | Nuevo San Cristóbal                                      |                                                          |                                                          |                                                          |   |       |                                                      |                                                      |                                                      |                                                      |                                                      |  |    |                                      |                                      |                                      |  |   |                                 |                                 |                                 |  |   |                                 |                                 |                                 |  |
|  | 32                                                       | Nacional La Joya                                         | 1                                                        | 0                                                        | 1                                                        |   |       |                                                      |                                                      |                                                      |                                                      |                                                      |  |    |                                      |                                      |                                      |  |   |                                 |                                 |                                 |  |   |                                 |                                 |                                 |  |
|  | 32                                                       | Nacional La Joya                                         | 1                                                        | 0                                                        | 1                                                        |   | 1     | Nuevo San Cristóbal                                  | 1                                                    | 2                                                    | 3                                                    |                                                      |  |    |                                      |                                      |                                      |  |   |                                 |                                 |                                 |  |   |                                 |                                 |                                 |  |
|  |                                                          |                                                          |                                                          |                                                          |                                                          |   | 1     | Nuevo San Cristóbal                                  | 1                                                    | 2                                                    | 3                                                    |                                                      |  |    |                                      |                                      |                                      |  |   |                                 |                                 |                                 |  |   |                                 |                                 |                                 |  |
|  |                                                          |                                                          | 17                                                       | Juventud Cautivo                                         | 4                                                        | 0 | 4     |                                                      |                                                      |                                                      |                                                      |                                                      |  |    |                                      |                                      |                                      |  |   |                                 |                                 |                                 |  |   |                                 |                                 |                                 |  |
|  | 17                                                       | Juventud Cautivo                                         | 17                                                       | Juventud Cautivo                                         | 4                                                        | 0 | 4     | 2                                                    | 3                                                    | 5                                                    |                                                      |                                                      |  |    |                                      |                                      |                                      |  |   |                                 |                                 |                                 |  |   |                                 |                                 |                                 |  |
|  | 17                                                       | Juventud Cautivo                                         |                                                          |                                                          |                                                          |   |       |                                                      |                                                      | 5                                                    |                                                      |                                                      |  |    |                                      |                                      |                                      |  |   |                                 |                                 |                                 |  |   |                                 |                                 |                                 |  |
|  | 16                                                       | Dep. Municipal (P)                                       | 0                                                        | 1                                                        | 1                                                        |   |       |                                                      |                                                      |                                                      |                                                      |                                                      |  |    |                                      |                                      |                                      |  |   |                                 |                                 |                                 |  |   |                                 |                                 |                                 |  |
|  | 16                                                       | Dep. Municipal (P)                                       | 0                                                        | 1                                                        | 1                                                        |   |       |                                                      |                                                      |                                                      |                                                      |                                                      |  |    |                                      |                                      |                                      |  | 8 | Bentín Tacna Heroica            | 1 (5)                           |                                 |  |   |                                 |                                 |                                 |  |
|  |                                                          |                                                          |                                                          |                                                          |                                                          |   |       |                                                      |                                                      |                                                      |                                                      |                                                      |  |    |                                      |                                      |                                      |  | 8 | Bentín Tacna Heroica            | 1 (5)                           |                                 |  |   |                                 |                                 |                                 |  |
|  |                                                          |                                                          | 31                                                       | Juv. Santo Domingo                                       | 1 (4)                                                    |   |       |                                                      |                                                      |                                                      |                                                      |                                                      |  |    |                                      |                                      |                                      |  |   |                                 |                                 |                                 |  |   |                                 |                                 |                                 |  |
|  | 10                                                       | Deportivo Ucrania                                        | 31                                                       | Juv. Santo Domingo                                       | 1 (4)                                                    | 0 | 4     | 4                                                    |                                                      |                                                      |                                                      |                                                      |  |    |                                      |                                      |                                      |  |   |                                 |                                 |                                 |  |   |                                 |                                 |                                 |  |
|  | 10                                                       | Deportivo Ucrania                                        |                                                          |                                                          |                                                          |   |       |                                                      |                                                      |                                                      |                                                      |                                                      |  |    |                                      |                                      |                                      |  |   |                                 |                                 |                                 |  |   |                                 |                                 |                                 |  |
|  | 23                                                       | Deportivo Lute                                           | 2                                                        | 1                                                        | 3                                                        |   |       |                                                      |                                                      |                                                      |                                                      |                                                      |  |    |                                      |                                      |                                      |  |   |                                 |                                 |                                 |  |   |                                 |                                 |                                 |  |
|  | 23                                                       | Deportivo Lute                                           | 2                                                        | 1                                                        | 3                                                        |   | 10    | Deportivo Ucrania                                    | 3                                                    | 4                                                    | 7                                                    |                                                      |  |    |                                      |                                      |                                      |  |   |                                 |                                 |                                 |  |   |                                 |                                 |                                 |  |
|  |                                                          |                                                          |                                                          |                                                          |                                                          |   | 10    | Deportivo Ucrania                                    | 3                                                    | 4                                                    | 7                                                    |                                                      |  |    |                                      |                                      |                                      |  |   |                                 |                                 |                                 |  |   |                                 |                                 |                                 |  |
|  |                                                          |                                                          | 26                                                       | FCR San Antonio                                          | 2                                                        | 0 | 2     |                                                      |                                                      |                                                      |                                                      |                                                      |  |    |                                      |                                      |                                      |  |   |                                 |                                 |                                 |  |   |                                 |                                 |                                 |  |
|  | 7                                                        | Juventud Alfa                                            | 26                                                       | FCR San Antonio                                          | 2                                                        | 0 | 2     | 0                                                    | 1                                                    | 1                                                    |                                                      |                                                      |  |    |                                      |                                      |                                      |  |   |                                 |                                 |                                 |  |   |                                 |                                 |                                 |  |
|  | 7                                                        | Juventud Alfa                                            |                                                          |                                                          |                                                          |   |       |                                                      |                                                      | 1                                                    |                                                      |                                                      |  |    |                                      |                                      |                                      |  |   |                                 |                                 |                                 |  |   |                                 |                                 |                                 |  |
|  | 26                                                       | FCR San Antonio                                          | 3                                                        | 0                                                        | 3                                                        |   |       |                                                      |                                                      |                                                      |                                                      |                                                      |  |    |                                      |                                      |                                      |  |   |                                 |                                 |                                 |  |   |                                 |                                 |                                 |  |
|  | 26                                                       | FCR San Antonio                                          | 3                                                        | 0                                                        | 3                                                        |   |       |                                                      |                                                      |                                                      |                                                      |                                                      |  | 10 | Deportivo Ucrania                    | 1                                    |                                      |  |   |                                 |                                 |                                 |  |   |                                 |                                 |                                 |  |
|  |                                                          |                                                          |                                                          |                                                          |                                                          |   |       |                                                      |                                                      |                                                      |                                                      |                                                      |  | 10 | Deportivo Ucrania                    | 1                                    |                                      |  |   |                                 |                                 |                                 |  |   |                                 |                                 |                                 |  |
|  |                                                          |                                                          | 31                                                       | Juv. Santo Domingo                                       | 2                                                        |   |       |                                                      |                                                      |                                                      |                                                      |                                                      |  |    |                                      |                                      |                                      |  |   |                                 |                                 |                                 |  |   |                                 |                                 |                                 |  |
|  | 18                                                       | Viargoca FC                                              | 31                                                       | Juv. Santo Domingo                                       | 2                                                        | 0 | 3     | 3 (4)                                                |                                                      |                                                      |                                                      |                                                      |  |    |                                      |                                      |                                      |  |   |                                 |                                 |                                 |  |   |                                 |                                 |                                 |  |
|  | 18                                                       | Viargoca FC                                              |                                                          |                                                          |                                                          |   |       |                                                      |                                                      |                                                      |                                                      |                                                      |  |    |                                      |                                      |                                      |  |   |                                 |                                 |                                 |  |   |                                 |                                 |                                 |  |
|  | 15                                                       | Diablos Rojos                                            | 3                                                        | 0                                                        | 3 (3)                                                    |   |       |                                                      |                                                      |                                                      |                                                      |                                                      |  |    |                                      |                                      |                                      |  |   |                                 |                                 |                                 |  |   |                                 |                                 |                                 |  |
|  | 15                                                       | Diablos Rojos                                            | 3                                                        | 0                                                        | 3 (3)                                                    |   | 18    | Viargoca FC                                          | 0                                                    | 2                                                    | 2                                                    |                                                      |  |    |                                      |                                      |                                      |  |   |                                 |                                 |                                 |  |   |                                 |                                 |                                 |  |
|  |                                                          |                                                          |                                                          |                                                          |                                                          |   | 18    | Viargoca FC                                          | 0                                                    | 2                                                    | 2                                                    |                                                      |  |    |                                      |                                      |                                      |  |   |                                 |                                 |                                 |  |   |                                 |                                 |                                 |  |
|  |                                                          |                                                          | 31                                                       | Juv. Santo Domingo                                       | 2                                                        | 1 | 3     |                                                      |                                                      |                                                      |                                                      |                                                      |  |    |                                      |                                      |                                      |  |   |                                 |                                 |                                 |  |   |                                 |                                 |                                 |  |
|  | 2                                                        | Def. José María Arg.                                     | 31                                                       | Juv. Santo Domingo                                       | 2                                                        | 1 | 3     | 0                                                    | 1                                                    | 1 (2)                                                |                                                      |                                                      |  |    |                                      |                                      |                                      |  |   |                                 |                                 |                                 |  |   |                                 |                                 |                                 |  |
|  | 2                                                        | Def. José María Arg.                                     |                                                          |                                                          |                                                          |   |       |                                                      |                                                      | 1 (2)                                                |                                                      |                                                      |  |    |                                      |                                      |                                      |  |   |                                 |                                 |                                 |  |   |                                 |                                 |                                 |  |
|  | 31                                                       | Juv. Santo Domingo                                       | 1                                                        | 0                                                        | 1 (3)                                                    |   |       |                                                      |                                                      |                                                      |                                                      |                                                      |  |    |                                      |                                      |                                      |  |   |                                 |                                 |                                 |  |   |                                 |                                 |                                 |  |
|  | 31                                                       | Juv. Santo Domingo                                       | 1                                                        | 0                                                        | 1 (3)                                                    |   |       |                                                      |                                                      |                                                      |                                                      |                                                      |  |    |                                      |                                      |                                      |  |   |                                 |                                 |                                 |  |   |                                 |                                 |                                 |  |
|  |                                                          |                                                          |                                                          |                                                          |                                                          |   |       |                                                      |                                                      |                                                      |                                                      |                                                      |  |    |                                      |                                      |                                      |  |   |                                 |                                 |                                 |  |   |                                 |                                 |                                 |  |

Nota: En las series a dos partidos, el equipo que ocupa la primera línea es el que define como local.

### Dieciseisavos de final
- Los horarios corresponden a la hora local del Perú: (UTC-5).

| 17 de noviembre, 16:00 | Nacional La Joya | 1:0 (0:0) | Nuevo San Cristóbal | José Picasso Peratta, Ica |                         |
|                        | Gian Garciá 55'  | Reporte   |                     | Árbitro(s): Víctor Cori   | Árbitro(s): Víctor Cori |

| 24 de noviembre, 13:00 | Nuevo San Cristóbal                                       | 3:0 (1:0) | Nacional La Joya | Monumental de Kimbiri, Pichari |                              |
|                        | Richard Chavéz 37' · Goth Quispe 56' · Charly Córdova 72' | Reporte   |                  | Árbitro(s): Walter Guadalupe   | Árbitro(s): Walter Guadalupe |

| 17 de noviembre, 15:00 | Juventud Santo Domingo | 1:0 (0:0) | Def. José María Arguedas | Pedro Huamán Román, Nazca |                          |
|                        | Joseph Huarote 47'     | Reporte   |                          | Árbitro(s): Robin Segura  | Árbitro(s): Robin Segura |

| 24 de noviembre, 13:00                                                  | Def. José María Arguedas                                                    | 1:0 (0:0) (2:3 p.)         | Juventud Santo Domingo                                                         | Municipal de Talavera, Andahuaylas |  |
|                                                                         | Jorge Merino 58'                                                            | Reporte                    |                                                                                |                                    |  |
|                                                                         |                                                                             | Tiros desde el punto penal |                                                                                |                                    |  |
|                                                                         | Edú Quincho · Ítalo Castillo · Jair Córdova · ÉdisSon López · Jhon Velasque |                            | Sebastián Jayo · Luis Pizuri · Crisanto Palacios · Ray Flores · Rogger Rosales |                                    |  |
| Juventud Santo Domingo fue el primero en patear en la tanda de penales. |                                                                             |                            |                                                                                |                                    |  |

| 16 de noviembre, 15:00 | Dolce Bretaña FC    | 1:1 (0:1) | FC Cajamarca         | Max Augustín, Iquitos       |                             |
|                        | Anthony Márquez 85' | Reporte   | Denilson Castillo 8' | Árbitro(s): Jhasmani Chambi | Árbitro(s): Jhasmani Chambi |

| 24 de noviembre, 15:30 | FC Cajamarca              | 2:0 (1:0) | Dolce Bretaña FC | Héroes de San Ramón, Cajamarca |                          |
|                        | Jossimar Serrato 16', 60' | Reporte   |                  | Árbitro(s): Robin Segura       | Árbitro(s): Robin Segura |

| 17 de noviembre, 13:00 | Deportivo Municipal (V) | 1:0 (0:0) | Ecosem Pasco | Municipal, Bernal            |                              |
|                        | Kevin Alcalde 61'       | Reporte   |              | Árbitro(s): Fernando Legario | Árbitro(s): Fernando Legario |

| 24 de noviembre, 15:00 | Ecosem Pasco                                          | 3:0 (1:0) | Deportivo Municipal (V) | Daniel Alcides Carrión, Cerro de Pasco |                            |
|                        | Cristhian Valladolid 25', 78' · Alexander Villena 72' | Reporte   |                         | Árbitro(s): Jordi Espinoza             | Árbitro(s): Jordi Espinoza |

| 16 de noviembre, 15:00 | Unión Soratira    | 1:0 (1:0) | Nacional FBC | Guillermo Briceño R., Juliaca |                             |
|                        | Yoffré Vásquez 5' | Reporte   |              | Árbitro(s): Jhonatan Zamora   | Árbitro(s): Jhonatan Zamora |

| 24 de noviembre, 13:00                                        | Nacional FBC                                                                         | 1:0 (1:0) (4:3 p.)         | Unión Soratira                                                                      | Monumental de la UNSA, Arequipa |                              |
|                                                               | Wilson Vizconde 31'                                                                  | Reporte                    |                                                                                     | Árbitro(s): Fernando Legario    | Árbitro(s): Fernando Legario |
|                                                               |                                                                                      | Tiros desde el punto penal |                                                                                     |                                 |                              |
|                                                               | Luis Pastor · Gustavo Torres · Jean Pierre Valdivia · Brayan Castillo · Renzo Valdez |                            | Yoffré Vásquez · Diego Angles · Iván Quispe · Jean Paul Mercado · Aldahir Pacherres |                                 |                              |
| Nacional FBC fue el primero en patear en la tanda de penales. |                                                                                      |                            |                                                                                     |                                 |                              |

| 17 de noviembre, 15:00 | Estudiantil CNI  | 1:0 (1:0) | Juventus FC | Max Augustín, Iquitos   |                         |
|                        | Elder Torres 41' | Reporte   |             | Árbitro(s): Renzo Arias | Árbitro(s): Renzo Arias |

| 25 de noviembre, 15:30                                           | Juventus FC                                                                                | 2:1 (1:1) (3:2 p.)         | Estudiantil CNI                                                                | Municipal, Otuzco          |                            |
|                                                                  | Ronaldo Ortiz 37' · Wilmer Rengifo 61'                                                     | Reporte                    | Kenneth Alvarado 15'                                                           | Árbitro(s): Alexander Blas | Árbitro(s): Alexander Blas |
|                                                                  |                                                                                            | Tiros desde el punto penal |                                                                                |                            |                            |
|                                                                  | Marcio Valverde · Víctor Azabache · Kléiber Palomino · Diego Fabián Pérez · Franco Aguirre |                            | Mario Velarde · Boris Wong · Pablo Labrín · Sammaled Carbajal · Antonio Acosta |                            |                            |
| Estudiantil CNI fue el primero en patear en la tanda de penales. |                                                                                            |                            |                                                                                |                            |                            |

| 17 de noviembre, 13:00 | FCR San Antonio                          | 3:0 (1:0) | Juventud Alfa | 25 de Noviembre, Moquegua  |                            |
|                        | Miguel Vinces 21', 81' · Óscar Cueva 70' | Reporte   |               | Árbitro(s): Luis Seminario | Árbitro(s): Luis Seminario |

| 24 de noviembre, 15:00 | Juventud Alfa     | 1:0 (1:0) | FCR San Antonio | Thomas E. Payne, Calca      |                             |
|                        | Hubert Dueñas 41' | Reporte   |                 | Árbitro(s): Jonathan Zamora | Árbitro(s): Jonathan Zamora |

| 17 de noviembre, 15:00 | Sociedad Tiro N.° 28   | 1:1 (1:1) | Bentín Tacna Heroica | Daniel Alcides Carrión, Cerro de Pasco |                              |
|                        | Mauricio Malpartida 4' | Reporte   | Claudio García 17'   | Árbitro(s): Walter Guadalupe           | Árbitro(s): Walter Guadalupe |

| 24 de noviembre, 15:15 | Bentín Tacna Heroica | 1:0 (0:0) | Sociedad Tiro N.° 28 | Jorge Basadre, Tacna        |                             |
|                        | Kevín Laura 58'      | Reporte   |                      | Árbitro(s): Mickey Palomino | Árbitro(s): Mickey Palomino |

| 17 de noviembre, 15:30 | Amazon Callao FC                        | 2:1 (1:0) | Unión Santo Domingo | Facundo Ramírez A., Callao |                            |
|                        | Anilson Alvarez 40' · David Quezada 74' | Reporte   | Edgar Santillan 49' | Árbitro(s): Alexander Blas | Árbitro(s): Alexander Blas |

| 24 de noviembre, 15:30                                            | Unión Santo Domingo                                              | 2:1 (1:1) (3:2 p.)         | Amazon Callao FC                                                             | Kuélap, Chachapoyas       |                           |
|                                                                   | Aldo Allcca 7' · Édgar Santillán 89'                             | Reporte                    | Arón Bernal 43'                                                              | Árbitro(s): José Gonzales | Árbitro(s): José Gonzales |
|                                                                   |                                                                  | Tiros desde el punto penal |                                                                              |                           |                           |
|                                                                   | Cléver Portocarrero · Óscar Díaz · Kevin Vásquez · Junior Huerto |                            | David Quezada · Iván Camarino · Abel Soto · Jean Pierre Cáncar · Arón Bernal |                           |                           |
| Amazon Callao FC fue el primero en patear en la tanda de penales. |                                                                  |                            |                                                                              |                           |                           |

| 17 de noviembre, 13:00 | Deportivo Lute                        | 2:0 (2:0) | Deportivo Ucrania | César Flores Marigorda, Lambayeque |                             |
|                        | Juner Carrasco 16' · Josué Torres 43' | Reporte   |                   | Árbitro(s): Lenin Montalbán        | Árbitro(s): Lenin Montalbán |

| 24 de noviembre, 13:00 | Deportivo Ucrania                                                            | 4:1 (2:0) | Deportivo Lute    | IPD, Nueva Cajamarca      |                           |
|                        | Jeymi Ruiz 26' · Olmer Vásquez 33' · Dennis Vásquez 47' · Denyer Ordóñez 80' | Reporte   | Pierre Orosco 73' | Árbitro(s): Junior Rivera | Árbitro(s): Junior Rivera |

| 17 de noviembre, 13:00 | Centro Social                                                               | 4:3 (0:1) | Sport Bolognesi                              | Rosas Pampa, Huaraz       |                           |
|                        | José Enrique Rojas 46', 56' · Emilio Gutiérrez 54' · Moisés Velásquez 90+8' | Reporte   | Karlo Montalbán 43', 47' · Saúl Sandoval 72' | Árbitro(s): José Gonzales | Árbitro(s): José Gonzales |

| 24 de noviembre, 15:00                                           | Sport Bolognesi                                                                                                  | 2:1 (2:1) (4:5 p.)         | Centro Social | Mariscal Cáceres, Tumbes    |                             |
|                                                                  | Saúl Sandoval 45+1' 45+7'                                                                                        | Reporte                    | Juan Huangal 45+3' | Árbitro(s): Lenin Montalbán | Árbitro(s): Lenin Montalbán |
|                                                                  | | Tiros desde el punto penal | |                             |                             |
|                                                                  | Ángel Ruiz · Ánderson Sánchez · Irvin Castro · Guillermo Saavedra · Darwin Muñoz · Nilson Zúñiga · Eddy Mogollón |                            | Víctor Eugenio · Juan Huangal · Juan Pablo Carranza · José Enrique Rojas · Emilio Gutiérrez · Juaquín Carranza · Junior Castrillón |                             |                             |
| Sport Bolognesi fue el primero en patear en la tanda de penales. | |                            | |                             |                             |

| 17 de noviembre, 15:00 | UD Tacna Libre | 0:3 (0:2) | Pacífico FC SMP                 | Mariscal Cáceres, Tumbes  |                           |
|                        |                | Reporte   | Christian Cuadros 28', 37', 85' | Árbitro(s): Júber Barboza | Árbitro(s): Júber Barboza |

| 24 de noviembre, 15:30 | Pacífico FC SMP                                                                                  | 6:0 (2:0) | UD Tacna Libre | Segundo Aranda Torres, Huacho |                             |
|                        | Kevin Carazas 5', 13' · Jherzon Arrazábal 69' · Manuel Millares 74', 76' · Christian Cuadros 90' | Reporte   |                | Árbitro(s): Jhasmani Chambi   | Árbitro(s): Jhasmani Chambi |

| 17 de noviembre, 15:30 | Deportivo El Inca                                | 3:2 (1:1) | Rauker FC                             | Mansiche, Trujillo        |                           |
|                        | Efraín Rodríguez 28' 62' · Cristopher Charún 89' | Reporte   | Harold Campos 45+3' · Igor Torres 51' | Árbitro(s): James Huamaní | Árbitro(s): James Huamaní |

| 24 de noviembre, 15:00 | Rauker FC | 0:0     | Deportivo El Inca | Aliardo Soria Pérez, Pucallpa  |                                |
|                        |           | Reporte |                   | Árbitro(s): Jhonnathan Najarro | Árbitro(s): Jhonnathan Najarro |

| 17 de noviembre, 15:30 | Cultural Volante      | 1:0 (0:0) | Construcción Civil | El Frutillo, Bambamarca    |                            |
|                        | Carlos Martínez 90+2' | Reporte   |                    | Árbitro(s): Manuel Montero | Árbitro(s): Manuel Montero |

| 24 de noviembre, 15:00 | Construcción Civil  | 1:1 (1:1) | Cultural Volante     | Heraclio Tapia, Huánuco    |                            |
|                        | Diego Janampa 45+1' | Reporte   | Vismar Caruajulca 2' | Árbitro(s): Luis Seminario | Árbitro(s): Luis Seminario |

| 17 de noviembre, 15:00 | Diablos Rojos                                                | 3:0 (1:0) | Viargoca FC | Guillermo Briceño R., Juliaca |                            |
|                        | Yorkman Tello 12' · Gabriel Turpo 50' · Zandro Castañeda 57' | Reporte   |             | Árbitro(s): Micke Palomino    | Árbitro(s): Micke Palomino |

| 24 de noviembre, 15:00                                                | Viargoca FC                                                                                    | 3:0 (2:0) (4:3 p.)         | Diablos Rojos                                                                                       | Juan Carlos Oblitas, Mollendo |                          |
|                                                                       | Denis Cuno 16' · Joseph Plasencia 45' · Diego Cossío 89'                                       | Reporte                    | | Árbitro(s): Daniel Ureta      | Árbitro(s): Daniel Ureta |
|                                                                       |                                                                                                | Tiros desde el punto penal | |                               |                          |
|                                                                       | Diego Cossio · Fabio Rojas · Miguel Paniagua · Joao Herrera · Alex Magallanes · Joshua Pinto · |                            | Yorkman Tello · Zandro Castañeda · Brian Flores · Jose Fiestas · Gabriel Turpo · Joe Iparraguirre · |                               |                          |
| Viargoca Fútbol Club fue el primero en patear en la tanda de penales. |                                                                                                |                            | |                               |                          |

| 17 de noviembre, 14:00 | Deportivo Municipal (P) | 0:2 (0:1) | Juventud Cautivo                      | Municipal, Mazamari      |                          |
|                        |                         | Reporte   | Noé Ramírez 24' · Sebastián Núñez 52' | Árbitro(s): Fidel Castro | Árbitro(s): Fidel Castro |

| 24 de noviembre, 13:00 | Juventud Cautivo                                    | 3:1 (2:1) | Deportivo Municipal (P) | Campeones del 36, Sullana     |                               |
|                        | Owen Farfán 21' · Noé Ramírez 27' · Alexis Soto 79' | Reporte   | Francesco Lara 43'      | Árbitro(s): Maykol Farromeque | Árbitro(s): Maykol Farromeque |

### Octavos de final
- Los horarios corresponden a la hora local del Perú: (UTC-5).

| 01 de diciembre, 13:00 | Juventud Cautivo                                           | 4:1 (1:1) | Nuevo San Cristóbal | Campeones del 36, Sullana |                         |
|                        | Ósnar García 45+1' · Noé Ramírez 53' 77' · Alexis Soto 83' | Reporte   | Royer Salcedo 9'    | Árbitro(s): Víctor Cori   | Árbitro(s): Víctor Cori |

| 08 de diciembre, 15:30 | Nuevo San Cristóbal                 | 2:0 (1:0) | Juventud Cautivo | Manuel Eloy Molina, Huanta |                            |
|                        | Enzo Córdova 37' · Diego Ruiz 90+4' | Reporte   |                  | Árbitro(s): Jordi Espinoza | Árbitro(s): Jordi Espinoza |

| 01 de diciembre, 14:00 | Juventud Santo Domingo                    | 2:0 (0:0) | Viargoca FC | José Picasso Peratta, Ica |                          |
|                        | Crisanto Palacios 69' · Anthony Ponce 79' | Reporte   |             | Árbitro(s): Joel Alarcón  | Árbitro(s): Joel Alarcón |

| 08 de diciembre, 15:30 | Viargoca FC                           | 2:1 (1:1) | Juventud Santo Domingo | Juan Carlos Oblitas, Mollendo |  |
|                        | Diego Cossío 37' · Víctor Salas 90+6' | Reporte   | Crisanto Palacios 41'  |                               |  |

| 01 de diciembre, 15:00 | Cultural Volante                                           | 3:1 (2:1) | FC Cajamarca    | El Frutillo, Bambamarca    |                            |
|                        | Yerson Saucedo 4' · Bruno Merino 45+4' · Ángel Guevara 49' | Reporte   | Andy Huamán 14' | Árbitro(s): Jordi Espinoza | Árbitro(s): Jordi Espinoza |

| 08 de diciembre, 15:30 | FC Cajamarca                                                 | 3:0 (1:0) | Cultural Volante | Héroes de San Ramón, Cajamarca |                              |
|                        | Róbinson Alzamora 4' · Wilmer Aguirre 71' · Zhair Jacobo 80' | Reporte   |                  | Árbitro(s): Fernando Legario   | Árbitro(s): Fernando Legario |

| 01 de diciembre, 15:00 | Deportivo El Inca               | 2:2 (1:1) | Ecosem Pasco                            | Mansiche, Trujillo      |                         |
|                        | Diego Ulloa 22' · Luis León 90' | Reporte   | Víctor Jiménez 45+3' · Joao Montoya 57' | Árbitro(s): Renzo Arias | Árbitro(s): Renzo Arias |

| 08 de diciembre, 15:00 | Ecosem Pasco                           | 2:1 (1:0) | Deportivo El Inca  | Daniel Alcides Carrión, Cerro de Pasco |                            |
|                        | Víctor Jiménez 11' · Héctor Campos 79' | Reporte   | Kevin Anderson 59' | Árbitro(s): Alexander Blas             | Árbitro(s): Alexander Blas |

| 30 de noviembre, 13:00 | Nacional FBC                            | 2:1 (0:0) | Pacífico FC SMP     | Monumental de la UNSA, Arequipa |                           |
|                        | Renato Abarca 59' · Joaquín Astorga 87' | Reporte   | Alonso Acosta 90+4' | Árbitro(s): James Huamaní       | Árbitro(s): James Huamaní |

| 08 de diciembre, 15:30                                        | Pacífico FC SMP                                                             | 2:1 (2:1) (2:4 p.)         | Nacional FBC                                                                         | Segundo Aranda Torres, Huacho |                          |
|                                                               | Carlos Quevedo 23' · Kevin Carazas 28'                                      | Reporte                    | Jean Pierre Valdivia 4'                                                              | Árbitro(s): Daniel Ureta      | Árbitro(s): Daniel Ureta |
|                                                               |                                                                             | Tiros desde el punto penal |                                                                                      |                               |                          |
|                                                               | Guillermo Tomasevich · Christian Sánchez · Jeremy Alejando · Frank Gallardo |                            | Luis Pastor · Renato Abarca · Jean Pierre Valdivia · Eduardo Torres · Brayan Catillo |                               |                          |
| Nacional FBC fue el primero en patear en la tanda de penales. |                                                                             |                            |                                                                                      |                               |                          |

| 01 de diciembre, 15:30 | Centro Social    | 1:0 (0:0) | Juventus FC | Rosas Pampa, Huaraz      |                          |
|                        | Juan Huangal 64' | Reporte   |             | Árbitro(s): Julio Quiroz | Árbitro(s): Julio Quiroz |

| 08 de diciembre, 15:30                                         | Juventus FC                                                      | 3:2 (0:1) (4:3 p.)         | Centro Social                                                                            | Municipal, Huamachuco    |                          |
|                                                                | Marcio Valverde 57' · José Zurita 71' · Antonio Casanova 87'     | Reporte                    | José Rojas 1' · Frank Muñoz 64'                                                          | Árbitro(s): Kevin Ortega | Árbitro(s): Kevin Ortega |
|                                                                |                                                                  | Tiros desde el punto penal |                                                                                          |                          |                          |
|                                                                | Marcio Valverde · Kléiber Palomino · Ronaldo Ortiz · Milan Julca |                            | Victor Eugenio · Jorge Matta · Moisés Velásquez · Juan Pablo Carranza · Emilio Gutiérrez |                          |                          |
| Centro Social fue el primero en patear en la tanda de penales. |                                                                  |                            |                                                                                          |                          |                          |

| 01 de diciembre, 13:00 | FCR San Antonio                        | 2:3 (0:3) | Deportivo Ucrania                                          | 25 de Noviembre, Moquegua |                          |
|                        | José Cornejo 82' · Jorge Rodríguez 87' | Reporte   | Sebastían Peña 1' · Dennis Vásquez 13' · Olmer Vásquez 20' | Árbitro(s): Luis Ciriaco  | Árbitro(s): Luis Ciriaco |

| 08 de diciembre, 13:00 | Deportivo Ucrania                                                               | 4:0 (1:0) | FCR San Antonio | IPD, Nueva Cajamarca             |                                  |
|                        | Dennis Vásquez 14' · Deyner Ordónez 59' · Cleyder Vargas 69' · Élver Loaysa 75' | Reporte   |                 | Árbitro(s): Alejandro Villanueva | Árbitro(s): Alejandro Villanueva |

| 01 de diciembre, 15:30 | Unión Santo Domingo                         | 2:1 (0:0) | Bentín Tacna Heroica | Kuélap, Chachapoyas          |                              |
|                        | Kevin Vásquez 56' · Cléver Portocarrero 71' | Reporte   | Allonso Dávila 67'   | Árbitro(s): Fernando Legario | Árbitro(s): Fernando Legario |

| 08 de diciembre, 15:15                                               | Bentín Tacna Heroica                                                        | 1:0 (0:0) (3:2 p.)         | Unión Santo Domingo                                                                   | Jorge Basadre, Tacna         |                              |
|                                                                      | Kevin Laura 89'                                                             | Reporte                    |                                                                                       | Árbitro(s): Michael Espinoza | Árbitro(s): Michael Espinoza |
|                                                                      |                                                                             | Tiros desde el punto penal |                                                                                       |                              |                              |
|                                                                      | Jhon Fajardo · Kevin Laura · Bryan Molina · Allonso Dávila · Walter Vásquez |                            | Óscar Díaz · Jorge Santillán · Jhan Chuquimbalqui · Junior Huerto · Erickson Gonzales |                              |                              |
| Union Santo Domingo fue el primero en patear en la tanda de penales. |                                                                             |                            |                                                                                       |                              |                              |

### Cuartos de final
- Los horarios corresponden a la hora local del Perú: (UTC-5).

| 14 de diciembre, 11:00                                                | Juventud Cautivo                                                                              | 0:0 (0:0) (3:4 p.)         | Bentín Tacna Heroica                                                                            | Iván Elías Moreno, Lima   |                           |
|                                                                       |                                                                                               | Reporte                    |                                                                                                 | Árbitro(s): Junior Rivera | Árbitro(s): Junior Rivera |
|                                                                       |                                                                                               | Tiros desde el punto penal |                                                                                                 |                           |                           |
|                                                                       | Elmer Yovera · Gino Navarro · Sebastián Núñez · Brayan Córdova · Owen Fárfan · Felipe Mesones |                            | Bryan Molina · Allonso Dávila · Carlos Huaraca · Eduardo Chávez · Josmar Murillo · John Fajardo |                           |                           |
| Bentin Tacna heroica fue el primero en patear en la tanda de penales. |                                                                                               |                            |                                                                                                 |                           |                           |

| 14 de diciembre, 15:00 | Juventud Santo Domingo                    | 2:1 (0:0) | Deportivo Ucrania  | Iván Elías Moreno, Lima    |                            |
|                        | Crisanto Palacios 47' · Ricardo Morán 71' | Reporte   | Dennis Vásquez 86' | Árbitro(s): Jordi Espinoza | Árbitro(s): Jordi Espinoza |

| 15 de diciembre, 11:00                                        | FC Cajamarca                                                                      | 2:2 (1:1) (3:2 p.)         | Juventus FC                                                                            | Iván Elías Moreno, Lima  |                          |
|                                                               | Josimar Serrato 44' · Wilmer Aguirre 53'                                          | Reporte                    | Carlos Ruiz 27' · Kléiber Palomino 50'                                                 | Árbitro(s): Luis Ciriaco | Árbitro(s): Luis Ciriaco |
|                                                               |                                                                                   | Tiros desde el punto penal |                                                                                        |                          |                          |
|                                                               | Jossimar Serrato · Brucelee Micha · Hairo Timaná · Adrián Mujica · Wilmer Aguirre |                            | Henry Santisteban · Guillermo Vernal · Kléiber Palomino · José Zurita · Franco Aguirre |                          |                          |
| FC Cajamarca fue el primero en patear en la tanda de penales. |                                                                                   |                            |                                                                                        |                          |                          |

| 15 de diciembre, 15:00 | Ecosem Pasco | 0:1 (0:0) | Nacional FBC             | Iván Elías Moreno, Lima    |                            |
|                        |              | Reporte   | Jean Pierre Valdivia 82' | Árbitro(s): Micke Palomino | Árbitro(s): Micke Palomino |

### Semifinales
- Los horarios corresponden a la hora local del Perú: (UTC-5).

| 18 de diciembre, 11:00                                                  | Bentín Tacna Heroica                                                              | 1:1 (1:0) (5:4 p.)         | Juventud Santo Domingo                                                           | Iván Elías Moreno, Lima    |                            |
|                                                                         | Claudio Garcia 13'                                                                | Reporte                    | Alberto Vela 90+1'                                                               | Árbitro(s): Micke Palomino | Árbitro(s): Micke Palomino |
|                                                                         |                                                                                   | Tiros desde el punto penal |                                                                                  |                            |                            |
|                                                                         | Kevin Laura · Josmar Murillo · Jhoel Montalvo · Ramiro Benavente · Walter Vásquez |                            | Crisanto Palacios · Luis Pizuri · Luis A. Galliquio · Luis Chávez · Alberto Vela |                            |                            |
| Juventud Santo Domingo fue el primero en patear en la tanda de penales. |                                                                                   |                            |                                                                                  |                            |                            |

| 18 de diciembre, 15:00                                        | FC Cajamarca                                                     | 3:3 (1:2) (3:2 p.)         | Nacional FBC                                                                       | Iván Elías Moreno, Lima      |                              |
|                                                               | Jossimar Serrato 45+3' · Adrián Mujica 52', 69'                  | Reporte                    | Jean Pierre Valdivia 18' · Joaquín Astorga 20' · Gustavo Torres 90'                | Árbitro(s): Fernando Legario | Árbitro(s): Fernando Legario |
|                                                               |                                                                  | Tiros desde el punto penal |                                                                                    |                              |                              |
|                                                               | Jossimar Serrato · Carlos Canales · Hairo Timaná · Ramsés Ñontol |                            | Luis Pastor · Gustavo Torres · Jean Pierre Valdivia · Andy Polar · Brayan Castillo |                              |                              |
| Nacional FBC fue el primero en patear en la tanda de penales. |                                                                  |                            |                                                                                    |                              |                              |

### Final
- Los horarios corresponden a la hora local del Perú: (UTC-5).

| 22 de diciembre, 14:00                                                 | Bentín Tacna Heroica                                                              | 1:1 (0:1) (4:3 p.)         | FC Cajamarca                                                                          | Iván Elías Moreno, Lima    |                            |
|                                                                        | Jhoel Montalvo 90+4'                                                              | Reporte                    | Jossimar Serrato 26'                                                                  | Árbitro(s): Jordi Espinoza | Árbitro(s): Jordi Espinoza |
|                                                                        |                                                                                   | Tiros desde el punto penal |                                                                                       |                            |                            |
|                                                                        | Kevin Laura · Eduardo Chávez · Jhoel Montalvo · Ramiro Benavente · Walter Vásquez |                            | Jossimar Serrato · Hairo Timaná · Carlos Canales · Maelo Reátegui · Wilmer Cabanillas |                            |                            |
| Futbol Club Cajamarca fue el primero en patear en la tanda de penales. |                                                                                   |                            |                                                                                       |                            |                            |

| 1          | Guardameta     | Luis Pretel      |     |
| 13         | Defensa        | Piero León       |     |
| 30         | Defensa        | John Fajardo     | 68' |
| 2          | Defensa        | Ramiro Benavente |     |
| 20         | Defensa        | Raulinho Panta   | 46' |
| 5          | Centrocampista | Diego Ricra      | 56' |
| 21         | Centrocampista | Josmar Murillo   |     |
| 10         | Centrocampista | Claudio García   | 68' |
| 6          | Centrocampista | Carlos Ventura   |     |
| 19         | Centrocampista | Allonso Dávila   | 81' |
| 9          | Delantero      | Kevin Laura      |     |
| Entrenador | Entrenador     | Jesús Álvarez    |     |

| 12         | Guardameta     | Edú Azañero        |     |
| 25         | Defensa        | José Aimar Estrada |     |
| 26         | Defensa        | Maelo Reátegui     |     |
| 20         | Defensa        | Jordan Alaya       |     |
| 17         | Defensa        | Jhan Carlos Vega   | 76' |
| 4          | Centrocampista | Hairo Timaná       |     |
| 8          | Centrocampista | Carlos Canales     |     |
| 15         | Centrocampista | Wilmer Aguirre     | 67' |
| 11         | Centrocampista | Adrián Mujica      | 21' |
| 30         | Centrocampista | Andy Huamán        | 76' |
| 9          | Delantero      | Jossimar Serrato   |     |
| Entrenador | Entrenador     | Carlos Fernández   |     |

| 7  | Centrocampista | Bryan Molina   | 46' |
| 16 | Defensa        | Carlos Huaraca | 56' |
| 22 | Defensa        | Eduardo Chávez | 68' |
| 24 | Centrocampista | Jhoel Montalvo | 68' |
| 18 | Delantero      | Walter Vásquez | 81' |

| 16 | Centrocampista | Wilmer Cabanillas | 21' |
| 19 | Centrocampista | Jimmy Carrillo    | 67' |
| 5  | Defensa        | Elman Bueno       | 76' |
| 28 | Centrocampista | Fernando Ocas     | 76' |

| Anotado | 90+4' | Jhoel Montalvo | 1–1 |

| Anotado | 26' | Jossimar Serrato | 0–1 |

|                  |                  | 0:0 | Fallo de penal   | Jossimar Serrato  |
| Kevin Laura      | Acierto de penal | 1:0 |                  |                   |
|                  |                  | 1:1 | Acierto de penal | Hairo Timaná      |
| Eduardo Chávez   | Acierto de penal | 2:1 |                  |                   |
|                  |                  | 2:2 | Acierto de penal | Carlos Canales    |
| Jhoel Montalvo   | Acierto de penal | 3:2 |                  |                   |
|                  |                  | 3:2 | Fallo de penal   | Maelo Reátegui    |
| Ramiro Benavente | Fallo de penal   | 3:2 |                  |                   |
|                  |                  | 3:3 | Acierto de penal | Wilmer Cabanillas |
| Walter Vásquez   | Acierto de penal | 4:3 |                  |                   |

| Amonestado | 5'    | Allonso Dávila |
| Amonestado | 90+6' | Luis Pretel    |

| Amonestado | 37' | Jhan Carlos Vega |
| Amonestado | 39' | Jordan Alaya     |

| Otorgado · Expulsado | 63' | Jordan Alaya |

| Árbitro             | Jordi Espinoza  |
| Árbitros asistentes | Álex Valdiviezo |
| Árbitros asistentes | Ánderson Quispe |
| Cuarto árbitro      | Júber Barboza   |

| 1          | Guardameta     | Luis Pretel      |     |
| 13         | Defensa        | Piero León       |     |
| 30         | Defensa        | John Fajardo     | 68' |
| 2          | Defensa        | Ramiro Benavente |     |
| 20         | Defensa        | Raulinho Panta   | 46' |
| 5          | Centrocampista | Diego Ricra      | 56' |
| 21         | Centrocampista | Josmar Murillo   |     |
| 10         | Centrocampista | Claudio García   | 68' |
| 6          | Centrocampista | Carlos Ventura   |     |
| 19         | Centrocampista | Allonso Dávila   | 81' |
| 9          | Delantero      | Kevin Laura      |     |
| Entrenador | Entrenador     | Jesús Álvarez    |     |

| 12         | Guardameta     | Edú Azañero        |     |
| 25         | Defensa        | José Aimar Estrada |     |
| 26         | Defensa        | Maelo Reátegui     |     |
| 20         | Defensa        | Jordan Alaya       |     |
| 17         | Defensa        | Jhan Carlos Vega   | 76' |
| 4          | Centrocampista | Hairo Timaná       |     |
| 8          | Centrocampista | Carlos Canales     |     |
| 15         | Centrocampista | Wilmer Aguirre     | 67' |
| 11         | Centrocampista | Adrián Mujica      | 21' |
| 30         | Centrocampista | Andy Huamán        | 76' |
| 9          | Delantero      | Jossimar Serrato   |     |
| Entrenador | Entrenador     | Carlos Fernández   |     |

| 7  | Centrocampista | Bryan Molina   | 46' |
| 16 | Defensa        | Carlos Huaraca | 56' |
| 22 | Defensa        | Eduardo Chávez | 68' |
| 24 | Centrocampista | Jhoel Montalvo | 68' |
| 18 | Delantero      | Walter Vásquez | 81' |

| 16 | Centrocampista | Wilmer Cabanillas | 21' |
| 19 | Centrocampista | Jimmy Carrillo    | 67' |
| 5  | Defensa        | Elman Bueno       | 76' |
| 28 | Centrocampista | Fernando Ocas     | 76' |

| Anotado | 90+4' | Jhoel Montalvo | 1–1 |

| Anotado | 26' | Jossimar Serrato | 0–1 |

|                  |                  | 0:0 | Fallo de penal   | Jossimar Serrato  |
| Kevin Laura      | Acierto de penal | 1:0 |                  |                   |
|                  |                  | 1:1 | Acierto de penal | Hairo Timaná      |
| Eduardo Chávez   | Acierto de penal | 2:1 |                  |                   |
|                  |                  | 2:2 | Acierto de penal | Carlos Canales    |
| Jhoel Montalvo   | Acierto de penal | 3:2 |                  |                   |
|                  |                  | 3:2 | Fallo de penal   | Maelo Reátegui    |
| Ramiro Benavente | Fallo de penal   | 3:2 |                  |                   |
|                  |                  | 3:3 | Acierto de penal | Wilmer Cabanillas |
| Walter Vásquez   | Acierto de penal | 4:3 |                  |                   |

| Amonestado | 5'    | Allonso Dávila |
| Amonestado | 90+6' | Luis Pretel    |

| Amonestado | 37' | Jhan Carlos Vega |
| Amonestado | 39' | Jordan Alaya     |

| Otorgado · Expulsado | 63' | Jordan Alaya |

| Árbitro             | Jordi Espinoza  |
| Árbitros asistentes | Álex Valdiviezo |
| Árbitros asistentes | Ánderson Quispe |
| Cuarto árbitro      | Júber Barboza   |

|                                 |
| Campeón                         |
| Bentín Tacna Heroica 1.º título |

## Estadísticas Etapa Nacional

### Rendimiento general
Una vez finalizada la Etapa Nacional, se elaborará una tabla para realizar un análisis comparativo del rendimiento de los equipos participantes. Esta tabla permitirá evaluar el desempeño general en función de los resultados obtenidos, sirviendo como referencia para el balance de la competición. Por otro lado, el cupo para el ascenso a la Liga 3 2025 será otorgado al equipo con el mejor desempeño en la fase donde concluyó su participación, considerando su representación por departamento. Los criterios para definirlo serán los siguientes: 
Criterios de clasificación:
1. Fase alcanzada por el equipo
2. Mayor cantidad de puntos.
3. Mejor diferencia de goles.
4. Mayor cantidad de goles a favor.
5. Ubicación en la Tabla de Posiciones en la Fase Regular

Estos criterios se aplicarán a los 32 equipos clasificados a los dieciseisavos de final. El criterio para determinar la clasificación a la Tercera División de los puestos 33 al 50, será por su ubicación en la Tabla de Posiciones (Fase Regular).
| Pos. | Equipo                          | Pts. | PJ | PG | PE | PP | GF | GC | Dif. | Ascenso |
| ---- | ------------------------------- | ---- | -- | -- | -- | -- | -- | -- | ---- | ------- |
| 1    | Bentín Tacna Heroica            | 22   | 13 | 6  | 4  | 3  | 18 | 12 | +6   | Liga 2  |
| 2    | FC Cajamarca                    | 25   | 13 | 7  | 4  | 2  | 32 | 16 | +16  | Liga 2  |
| 3    | Juventud Santo Domingo          | 18   | 12 | 5  | 3  | 4  | 10 | 9  | +1   | Liga 3  |
| 4    | Nacional FBC                    | 18   | 12 | 5  | 3  | 4  | 16 | 16 | 0    | Liga 3  |
| 5    | Ecosem Pasco                    | 21   | 11 | 6  | 3  | 2  | 16 | 7  | +9   | Liga 3  |
| 6    | Deportivo Ucrania               | 20   | 11 | 6  | 2  | 3  | 24 | 11 | +13  | Liga 3  |
| 7    | Juventud Cautivo                | 20   | 11 | 6  | 2  | 3  | 22 | 9  | +13  | Liga 3  |
| 8    | Juventus FC                     | 19   | 11 | 6  | 1  | 4  | 14 | 12 | +2   | Liga 3  |
| 9    | Nuevo San Cristóbal             | 22   | 10 | 7  | 1  | 2  | 16 | 10 | +6   | Liga 3  |
| 10   | Pacífico FC SMP                 | 20   | 10 | 6  | 2  | 2  | 27 | 14 | +13  | Liga 3  |
| 11   | Unión Santo Domingo             | 18   | 10 | 6  | 0  | 4  | 20 | 17 | +3   | Liga 3  |
| 12   | Viargoca FC                     | 16   | 10 | 5  | 1  | 4  | 14 | 11 | +3   |         |
| 13   | Cultural Volante                | 16   | 10 | 5  | 1  | 4  | 16 | 17 | -1   | Liga 3  |
| 14   | Centro Social                   | 15   | 10 | 5  | 0  | 5  | 25 | 22 | +3   | Liga 3  |
| 15   | Deportivo El Inca               | 14   | 10 | 4  | 2  | 4  | 14 | 21 | -7   |         |
| 16   | FCR San Antonio                 | 12   | 10 | 3  | 3  | 4  | 16 | 17 | -1   | Liga 3  |
| 17   | Def. José María Arguedas        | 19   | 8  | 6  | 1  | 1  | 14 | 6  | +8   | Liga 3  |
| 18   | Unión Soratira (1)              | 16   | 8  | 5  | 1  | 2  | 25 | 6  | +19  |         |
| 19   | Juventud Alfa                   | 15   | 8  | 5  | 0  | 3  | 16 | 8  | +8   | Liga 3  |
| 20   | Sport Bolognesi (2)             | 14   | 8  | 4  | 2  | 2  | 13 | 10 | +3   | Liga 3  |
| 21   | Diablos Rojos (1)               | 13   | 8  | 4  | 1  | 3  | 15 | 11 | +4   | Liga 3  |
| 22   | Rauker FC                       | 12   | 8  | 3  | 3  | 2  | 14 | 7  | +7   | Liga 3  |
| 23   | Estudiantil CNI (3)             | 12   | 8  | 4  | 0  | 4  | 12 | 6  | +6   | Liga 3  |
| 24   | Construcción Civil              | 12   | 8  | 3  | 3  | 2  | 8  | 5  | +3   | Liga 3  |
| 25   | Deportivo Lute                  | 12   | 8  | 4  | 0  | 4  | 13 | 12 | +1   | Liga 3  |
| 26   | Amazon Callao FC                | 12   | 8  | 4  | 0  | 4  | 9  | 10 | -1   | Liga 3  |
| 27   | Nacional La Joya                | 11   | 8  | 3  | 2  | 3  | 6  | 9  | -3   |         |
| 28   | Deportivo Municipal (Sechura)   | 11   | 8  | 3  | 2  | 3  | 7  | 12 | -5   |         |
| 29   | Sociedad Tiro N.° 28            | 10   | 8  | 2  | 4  | 2  | 8  | 4  | +4   |         |
| 30   | Deportivo Municipal (Satipo)    | 10   | 8  | 3  | 1  | 4  | 10 | 13 | -3   | Liga 3  |
| 31   | Dolce Bretaña FC (3)            | 9    | 8  | 2  | 3  | 3  | 6  | 12 | -6   |         |
| 32   | Unión Deportivo Tacna Libre (2) | 9    | 8  | 3  | 0  | 5  | 7  | 16 | -9   |         |
| 33   | Scratch FC                      | 7    | 6  | 2  | 1  | 3  | 9  | 10 | -1   |         |
| 34   | Biavo FC                        | 7    | 6  | 2  | 1  | 3  | 6  | 7  | -1   |         |
| 35   | Alianza Arenal                  | 7    | 6  | 2  | 1  | 3  | 3  | 5  | -2   |         |
| 36   | Alto Rendimiento (4)            | 7    | 6  | 2  | 1  | 3  | 5  | 14 | -9   | Liga 3  |
| 37   | Unión Deportivo Ascensión (5)   | 6    | 6  | 1  | 3  | 2  | 6  | 7  | -1   | Liga 3  |
| 38   | AFC Caychihue (4)               | 6    | 6  | 2  | 0  | 4  | 14 | 24 | -10  |         |
| 39   | Miguel Grau                     | 5    | 6  | 1  | 2  | 3  | 7  | 8  | -1   |         |
| 40   | Deportivo Sucre                 | 5    | 6  | 1  | 2  | 3  | 8  | 11 | -3   |         |
| 41   | Sport Machete (5)               | 5    | 6  | 1  | 2  | 3  | 2  | 5  | -3   |         |
| 42   | Patriotas FC                    | 5    | 6  | 1  | 2  | 3  | 5  | 9  | -4   | Liga 3  |
| 43   | Real Independiente              | 4    | 6  | 1  | 1  | 4  | 4  | 8  | -4   |         |
| 44   | San Martín de Filoque           | 4    | 6  | 1  | 1  | 4  | 4  | 12 | -8   |         |
| 45   | Hijos del Altiplano             | 4    | 6  | 1  | 1  | 4  | 5  | 14 | -9   |         |
| 46   | Deportivo Municipal (T. María)  | 4    | 6  | 1  | 1  | 4  | 2  | 14 | -12  |         |
| 47   | Señor de Quinuapata FC          | 3    | 6  | 1  | 0  | 5  | 5  | 10 | -5   |         |
| 48   | Juventud Progreso               | 3    | 6  | 1  | 0  | 5  | 7  | 22 | -15  |         |
| 49   | Real Von Humboldt               | 2    | 6  | 0  | 2  | 4  | 3  | 12 | -9   |         |
| 50   | Cajaruro FC                     | 0    | 6  | 0  | 0  | 6  | 7  | 25 | -18  |         |

| Jossimar Serrato                        | FC Cajamarca         | 14 |
| Kevin Laura                             | Bentín Tacna Heroica | 9  |
| José Rojas                              | Centro Social        | 8  |
| Kevin Carazas                           | Pacífico FC SMP      | 8  |
| Dennis Vásquez                          | Deportivo Ucrania    | 7  |
| Yoffré Vásquez                          | Unión Soratira       | 7  |
| Christian Cuadros                       | Pacífico FC SMP      | 7  |
| Jean Pierre Valdivia                    | Nacional FBC         | 7  |
| Roy Hidalgo                             | AFC Caychihue        | 6  |
| Juan Huangal                            | Centro Social        | 6  |
| Noé Ramírez                             | Juventud Cautivo     | 6  |
| Actualizado el 22 de diciembre de 2024. |                      |    |

| Pos. | Jugador           | Goles                     | Fecha           | Local               | Resultado | Visitante             | Reporte                      |
| ---- | ----------------- | ------------------------- | --------------- | ------------------- | --------- | --------------------- | ---------------------------- |
| 1    | Jossimar Serrato  | 2' 39' 54' 66'            | 23 de octubre   | FC Cajamarca        | 5 - 2     | Cultural Volante      | Fecha 3                      |
| 2    | Yoffré Vásquez    | 35' 45+1' 49' 51' 77' 88' | 3 de noviembre  | Unión Soratira      | 15 - 0    | AFC Caychihue         | Fecha 5                      |
| 3    | Jossimar Serrato  | 49' 69' 78'               | 3 de noviembre  | FC Cajamarca        | 6 - 0     | San Martín de Filoque | Fecha 5                      |
| 4    | Laszlo Kaway      | 27' 45' 89'               | 10 de noviembre | AFC Caychihue       | 10 - 2    | Juventud Progreso     | Fecha 6                      |
| 5    | Enzo Díaz         | 39' 43' 62' 84'           | 10 de noviembre | AFC Caychihue       | 10 - 2    | Juventud Progreso     | Fecha 6                      |
| 6    | Roy Hidalgo       | 57' 61' 67'               | 10 de noviembre | AFC Caychihue       | 10 - 2    | Juventud Progreso     | Fecha 6                      |
| 7    | Kevin Laura       | 38' 47' 57'               | 10 de noviembre | Hijos del Altiplano | 2 - 3     | Bentín Tacna Heroica  | Fecha 6                      |
| 8    | Kevin Carazas     | 9' 30' 60'                | 10 de noviembre | Pacífico FC SMP     | 6 - 3     | Centro Social         | Fecha 6                      |
| 9    | Christian Cuadros | 28' 37' 85'               | 17 de noviembre | Unión Tacna Libre   | 0 - 3     | Pacífico FC SMP       | Dieciseisavos de final (ida) |

| Pos. | Jugador             | Autogoles | Fecha          | Local                  | Resultado | Visitante        | Reporte                   |
| ---- | ------------------- | --------- | -------------- | ---------------------- | --------- | ---------------- | ------------------------- |
| 1    | Óscar Díaz          | 84'       | 13 de octubre  | Unión Santo Domingo    | 2 - 1     | Cultural Volante | Fecha 1                   |
| 2    | Alexander Guadalupe | 2'        | 27 de octubre  | Nacional FBC           | 3 - 1     | Viargoca FC      | Fecha 4                   |
| 3    | Kenye Serín         | 65'       | 3 de noviembre | Juventus FC            | 3 - 1     | Cultural Volante | Fecha 5                   |
| 4    | Anthony Ponce       | 79'       | 1 de diciembre | Juventud Santo Domingo | 2 - 0     | Viargoca FC      | Octavos de final (ida)    |
| 5    | Róbinson Alzamora   | 4'        | 8 de diciembre | FC Cajamarca           | 3 - 0     | Cultural Volante | Octavos de final (vuelta) |
| 6    | Zhair Jacobo        | 80'       | 8 de diciembre | FC Cajamarca           | 3 - 0     | Cultural Volante | Octavos de final (vuelta) |